# Supercopa Juvenil FCF 2018
La Supercopa Juvenil FCF de 2018 fue la X edición del campeonato juvenil de fútbol en Colombia. Es organizado por la Federación Colombiana de Fútbol junto a la División Mayor del Fútbol Colombiano y la División Aficionada del Fútbol Colombiano y sirve como proyección de futbolistas y árbitros al profesionalismo.
La inscripción de jugadores fue hasta el 19 de enero de 2018 con un total de 30 jugadores distribuidos de la siguiente manera: 24 nacidos a partir del 1 de enero de 1999, 5 nacidos a partir del 1 de enero de 1998 y 1 nacido a partir del 1 de enero de 1995 exclusivamente para la posición de arquero
A partir de esta temporada, los equipos aceptados son ubicados en dos divisiones "A" (60 equipos, incluyendo los 36 afiliados a Dimayor) y "B" (94 equipos), creándose así el Torneo Sub-20 B.
Será la primera división de la Supercopa juvenil 2018, y cuenta con la participación de 60 equipos: 36 profesionales y 24 aficionados; es organizado por la Federación Colombiana de Fútbol, del cual sea fórmula clave en un futuro del regreso de la Primera C  profesional como expresó el expresidente de la División Mayor del Fútbol Colombiano, Jorge Perdomo.

## Sistema de juego
- Primera fase: La I Fase se jugó dividiendo los sesenta (60) equipos en cuatro (4) Grupos, los cuales se denominaron Grupo “A”, Grupo “B”, Grupo “C”, Grupo “D”. En cada grupo se jugó por el sistema de todos contra todos a dos (2) vueltas (local y visitante). Jugadas todos los partidos (30 fechas) los cuatro primeros equipos con mejor puntaje clasificaron a la II Fase del torneo.

- Segunda fase (Octavos de final): Organizados según la tabla de reclasificación del torneo se enfrentaran en partidos de ida y vuelta de la siguiente manera:

Llave S1: Equipo 16 vs. Equipo 1

Llave S2: Equipo 15 vs. Equipo 2

Llave S3: Equipo 14 vs. Equipo 3

Llave S4: Equipo 13 vs. Equipo 4

Llave S5: Equipo 12 vs. Equipo 5

Llave S6: Equipo 11 vs. Equipo 6

Llave S7: Equipo 10 vs. Equipo 7

Llave S8: Equipo 9 vs. Equipo 8

- Tercera fase (Cuartos de final): Los ocho equipos ganadores de la fase anterior se enfrentan en partidos de ida y vuelta siendo local en la segunda fecha el equipo con mejor puntuación el equipo con mejor posición en la tabla de reclasificación sumadas las fases I y II, enfrentándose de la siguiente manera:

Llave A: Ganador G1 vs. Ganador S8

Llave B: Ganador G2 vs. Ganador S7

Llave C: Ganador G3 vs. Ganador S6

Llave D: Ganador G4 vs. Ganador S5

- Cuarta fase (Semifinales): Los cuatro equipos ganadores de la fase anterior se enfrentan en partidos de ida y vuelta siendo local en la segunda fecha el equipo con mejor puntuación el equipo con mejor posición en la tabla de reclasificación sumadas las fases I, II y III, enfrentándose de la siguiente manera:

Llave F1: Ganador A vs. Ganador C

Llave F2: Ganador B vs. Ganador D

- Final: Los dos equipos ganadores de la fase anterior se enfrentan en partidos de ida y vuelta siendo local en la segunda fecha el equipo con mejor puntuación el equipo con mejor posición en la tabla de reclasificación sumadas las fases I, II, III, IV.

## Equipos participantes
| - Águilas Doradas - Alianza Petrolera - América de Cali - Atlético F. C. - Atlético Bucaramanga - Atlético Huila - Atlético Nacional - Barranquilla F. C. - Bogotá F. C. - Boyacá Chicó - Cortuluá - Cúcuta Deportivo - Deportes Tolima - Deportivo Cali - Deportivo Pasto - Deportivo Pereira - Deportes Quindío - Envigado F. C. | - Fortaleza CEIF - Independiente Medellín - Itagüí Leones - Jaguares - Junior - La Equidad - Llaneros - Millonarios - Once Caldas - Orsomarso - Patriotas - Real Cartagena - Real Santander - Santa Fe - Tigres F. C. - Unión Magdalena - Universitario - Valledupar F. C. |

| - Academia Tolimense (Ibagué) - Alianza Llanos - Alianza Platanera (Apartadó) - Alianza Tolima F. C. (Ibagué) - Alianza Vallenata (Valledupar) - Amigos de El Espinal (El Espinal) - Amigos de la Pecosa (Cúcuta) - Asociados Quindianos (Armenia) - Banfield (Bogotá) - F. C. Bastidas (Santa Marta) - Deportivo Galapa (Galapa) - La Cantera F. C. (Dosquebradas) | - Costa Azul (Puerto Colombia) - Cyclones Cali (Cali) - PSD Panteras Barbosa (Santander) - Juventud El Cortijo (Corozal) - Maracaneiros (Bogotá) - Plata Vinotinto y Oro (Bogotá) - Real Sabanalarga (Sabanalarga) - Real San Jorge (Montelibano) - River Soccer (Ibagué) - Talento Boyacense (Tunja) - Total Soccer (Bello) - Unión Delta (Galapa) |

## Primera fase
Estas son las tablas de posiciones de cada grupo.
|  | Zona de clasificación a segunda fase. |
|  | Eliminados.                           |

### Grupo A
| Pos | Equipos               | Pts | PJ | G  | E  | P  | GF | GC | DIF |
| --- | --------------------- | --- | -- | -- | -- | -- | -- | -- | --- |
| 1.  | Santa Fe              | 59  | 28 | 18 | 5  | 5  | 68 | 28 | 40  |
| 2.  | Boyacá Chicó          | 55  | 28 | 15 | 10 | 3  | 49 | 31 | 18  |
| 3.  | Millonarios           | 54  | 28 | 15 | 9  | 4  | 54 | 23 | 31  |
| 4.  | Alianza Llanos        | 52  | 28 | 16 | 4  | 8  | 53 | 38 | 15  |
| 5.  | La Equidad            | 50  | 28 | 15 | 5  | 8  | 48 | 28 | 20  |
| 6.  | Patriotas             | 47  | 28 | 14 | 5  | 9  | 63 | 39 | 24  |
| 7.  | Fortaleza CEIF        | 45  | 28 | 13 | 8  | 7  | 41 | 29 | 12  |
| 7.  | Maracaneiros          | 40  | 28 | 11 | 7  | 10 | 35 | 44 | -9  |
| 9.  | Llaneros              | 36  | 28 | 10 | 6  | 12 | 50 | 38 | 12  |
| 10. | Atlético Huila        | 36  | 28 | 10 | 6  | 12 | 63 | 56 | 7   |
| 11. | Tigres F. C.          | 33  | 28 | 9  | 5  | 14 | 33 | 39 | -6  |
| 12. | Plata Vinotinto y Oro | 30  | 28 | 7  | 9  | 12 | 36 | 52 | -16 |
| 13. | Banfield              | 19  | 28 | 5  | 4  | 19 | 32 | 69 | -37 |
| 14. | Talento Boyacense     | 15  | 28 | 4  | 3  | 21 | 24 | 92 | -68 |
| 15. | Bogotá F. C.          | 14  | 28 | 3  | 5  | 20 | 26 | 69 | -43 |

| 1°  | Tigres                | 1 : 0  | Bogotá                | U.D. Villa Olímpica, Chía           | 17 de marzo      | 09:00 |
| 1°  | Santa Fe              | 4 : 2  | Equidad               | Sede Deportiva, Tenjo               | 17 de marzo      | 14:00 |
| 1°  | Atlético Huila        | 2 : 1  | Maracaneiros          | Sede Deportiva, Neiva               | 17 de marzo      | 15:00 |
| 1°  | CA Alianza Llanos     | 2 : 1  | Millonarios           | Manuel Calle Lombana, Villavicencio | 18 de marzo      | 12:00 |
| 1°  | Boyacá Chicó          | 1 : 0  | LLaneros              | Sede Deportiva, Soraca              | 18 de marzo      | 13:00 |
| 1°  | Banfield              | 3 : 1  | Talento Boyacense     | Grada Norte #6, Bogotá              | 18 de marzo      | 14:00 |
| 1°  | Plata Vinotinto y Oro | 1 : 1  | Fortaleza             | U.D. Villa Olímpica, Chía           | 19 de marzo      | 14:00 |
| 2°  | Bogotá                | 1 : 4  | Patriotas             | Maracaná N.º 1, Bogotá              | 23 de marzo      | 15:00 |
| 2°  | Millonarios           | 1 : 2  | Tigres                | Xcoli, Bogotá                       | 24 de marzo      | 10:00 |
| 2°  | Santa Fe              | 1 : 2  | Boyacá Chicó          | Sede Deportiva, Tenjo               | 24 de marzo      | 14:00 |
| 2°  | Maracaneiros          | 2 : 1  | Plata Vinotinto Y Oro | Xcoli, Bogotá                       | 24 de marzo      | 14:00 |
| 2°  | Talento Boyacense     | 0 : 1  | Alianza Llanos        | C.D Talento Boyacense, Tunja        | 24 de marzo      | 14:30 |
| 2°  | Fortaleza             | 0 : 0  | Banfield              | La Fortaleza, Bogotá                | 25 de marzo      | 14:00 |
| 2°  | Llaneros              | 4 : 2  | Atlético Huila        | Manuel Calle Lombana, Villavicencio | 26 de marzo      | 14:00 |
| 3°  | Banfield              | 0 : 1  | Maracaneiros          | Grada Norte N.º 6, Bogotá           | 31 de marzo      | 10:00 |
| 3°  | Atlético Huila        | 1 : 2  | Santa Fe              | Sede Deportiva, Neiva               | 31 de marzo      | 11:00 |
| 3°  | Alianza Llanos        | 1 : 2  | Fortaleza             | Manuel Calle Lombana, Villavicencio | 31 de marzo      | 12:00 |
| 3°  | Plata Vinotinto Y Oro | 1 : 0  | Llaneros              | Cancha Dimenor Chorrillos, Bogotá   | 1 de abril       | 13:00 |
| 3°  | Patriotas             | 2 : 0  | Millonarios           | 1 de septiembre, Chiquinquirá       | 1 de abril       | 14:00 |
| 3°  | Tigres                | 5 : 0  | Talento Boyacense     | U.D. Villa Olímpica, Chía           | 2 de abril       | 12:00 |
| 3°  | Boyacá Chicó          | 2 : 1  | Equidad               | Sede Deportiva, Soraca              | 2 de abril       | 13:00 |
| 4°  | Fortaleza             | 1 : 2  | Tigres                | Sede La Fortaleza, Bogotá           | 6 de abril       | 13:30 |
| 4°  | Equidad               | 5 : 0  | Bogotá                | Sede Deportiva, Bogotá              | 7 de abril       | 12:00 |
| 4°  | Maracaneiros          | 2 : 1  | Alianza Llanos        | Cancha Xcoli, Bogotá                | 7 de abril       | 12:00 |
| 4°  | Talento Boyacense     | 1 : 3  | Patriotas             | Sede Deportiva, Tunja               | 7 de abril       | 12:30 |
| 4°  | Santa Fe              | 2 : 1  | Plata Vinotinto Y Oro | Sede Deportiva, Tenjo               | 7 de abril       | 13:00 |
| 4°  | Boyacá Chicó          | 1 : 0  | Atlético Huila        | Sede Deportiva, Soraca              | 8 de abril       | 13:00 |
| 4°  | Llaneros              | 6 : 0  | Banfield              | Manuel Calle Lombana, Villavicencio | 9 de abril       | 12:00 |
| 5°  | Tigres                | 0 : 0  | Maracaneiros          | U.D. Villa Olímpica, Chía           | 13 de abril      | 11:00 |
| 5°  | Bogotá                | 1 : 3  | Millonarios           | Maracaná N.º 1, Bogotá              | 13 de abril      | 16:00 |
| 5°  | Fortaleza             | 1 : 1  | Patriotas             | Sede La Fortaleza, Bogotá           | 14 de abril      | 12:00 |
| 5°  | Alianza Llanos        | 2 : 1  | Llaneros              | Manuel Calle Lombana, Villavicencio | 14 de abril      | 14:00 |
| 5°  | Atlético Huila        | 2 : 2  | Equidad               | Sede Deportiva, Neiva               | 15 de abril      | 11:00 |
| 5°  | Banfield              | 2 : 2  | Santa Fe              | Grada Norte N.º 7, Bogotá           | 15 de abril      | 14:00 |
| 5°  | Plata Vinotinto Y Oro | 0 : 1  | Boyacá Chicó          | Cancha Dimenor, Bogotá              | 16 de abril      | 13:00 |
| 6°  | Llaneros              | 1 : 0  | Tigres                | Manuel Calle Lombana, Villavicencio | 20 de abril      | 12:00 |
| 6°  | Atlético Huila        | 4 : 1  | Plata Vinotinto Y Oro | Sede Deportiva, Neiva               | 21 de abril      | 11:00 |
| 6°  | Equidad               | 1 : 1  | Millonarios           | Sede Deportiva, Bogotá              | 21 de abril      | 12:00 |
| 6°  | Talento Boyacense     | 1 : 1  | Bogotá                | Sede Deportiva, Tunja               | 21 de abril      | 12:30 |
| 6°  | Boyacá Chicó          | 3 : 1  | Banfield              | Sede Deportiva, Soraca              | 21 de abril      | 13:00 |
| 6°  | Santa Fe              | 2 : 0  | Alianza Llanos        | Sede Deportiva, Tenjo               | 21 de abril      | 13:00 |
| 6°  | Maracaneiros          | 3 : 3  | Patriotas             | Cancha Xcoli, Bogotá                | 21 de abril      | 15:00 |
| 7°  | Bogotá                | 1 : 2  | Fortaleza             | Maracana N.º 1, Bogotá              | 27 de abril      | 15:00 |
| 7°  | Banfield              | 2 : 3  | Atlético Huila        | Grada Norte N. 7, Bogotá            | 28 de abril      | 10:00 |
| 7°  | Tigres                | 1 : 2  | Santa Fe              | U.D. Villa Olímpica, Chía           | 28 de abril      | 11:00 |
| 7°  | Millonarios           | 1 : 0  | Talento Boyacense     | Cancha Xcoli, Bogotá                | 28 de abril      | 12:00 |
| 7°  | Alianza Llanos        | 1 : 0  | Boyacá Chicó          | Manuel Calle Lombana, Villavicencio | 28 de abril      | 14:00 |
| 7°  | Patriotas             | 2 : 0  | Llaneros              | 1 de septiembre, Chiquinquirá       | 29 de abril      | 14:00 |
| 7°  | Plata Vinotinto Y Oro | 1 : 1  | Equidad               | Cancha Dimenor, Chorrillo, Bogotá   | 30 de abril      | 13:00 |
| 8°  | Fortaleza             | 0 : 0  | Millonarios           | Sede Deportiva, Bogotá              | 4 de mayo        | 12:00 |
| 8°  | Atlético Huila        | 2 : 1  | Alianza Llanos        | Sede Deportiva, Neiva               | 5 de mayo        | 10:00 |
| 8°  | Equidad               | 2 : 0  | Talento Boyacense     | Sede Deportiva, Bogotá              | 5 de mayo        | 13:00 |
| 8°  | Santa Fe              | 2 : 0  | Patriotas             | El Campín, Bogotá                   | 5 de mayo        | 13:00 |
| 8°  | Boyacá Chicó          | 0 : 4  | Tigres                | Sede Deportiva, Soraca              | 5 de mayo        | 13:00 |
| 8°  | Maracaneiros          | 0 : 0  | Bogotá                | Xcoli Arrayanes, Bogotá             | 5 de mayo        | 14:00 |
| 8°  | Plata Vinotinto Y Oro | 2 : 1  | Banfield              | Cancha Dimenor, Chorrillos, Bogotá  | 7 de mayo        | 13:00 |
| 9°  | Alianza Llanos        | 6 : 0  | Plata Vinotinto Y Oro | Estadio Macal, Villavicencio        | 11 de mayo       | 12:00 |
| 9°  | Patriotas             | 2 : 2  | Boyacá Chicó          | 1 de septiembre, Chiquinquirá       | 11 de mayo       | 15:00 |
| 9°  | Bogotá                | 2 : 3  | Llaneros              | Cancha Xcoli, Bogotá                | 11 de mayo       | 15:00 |
| 9°  | Millonarios           | 2 : 0  | Maracaneiros          | Cancha Xcoli, Bogotá                | 12 de mayo       | 10:00 |
| 9°  | Talento Boyacense     | 1 : 2  | Fortaleza             | Sede Deportiva, Tunja               | 12 de mayo       | 12:30 |
| 9°  | Tigres                | 0 : 0  | Atlético Huila        | U.D. Villa Olímpica, Chía           | 12 de mayo       | 14:00 |
| 9°  | Banfield              | 2 : 3  | Equidad               | Cancha Xcoli, Bogotá                | 12 de mayo       | 15:30 |
| 10° | Equidad               | 0 : 1  | Fortaleza             | Sede Deportiva, Bogotá              | 18 de mayo       | 10:00 |
| 10° | Atlético Huila        | 4 : 2  | Patriotas             | Sede Deportiva, Neiva               | 19 de mayo       | 10:00 |
| 10° | Plata Vinotinto Y Oro | 1 : 1  | Tigres                | Cancha Dimenor, Bogotá              | 19 de mayo       | 10:00 |
| 10° | Maracaneiros          | 3 : 1  | Talento Boyacense     | Xcoli Arrayanes, Bogotá             | 19 de mayo       | 12:00 |
| 10° | Llaneros              | 1 : 1  | Millonarios           | Manuel Calle Lombana, Villavicencio | 19 de mayo       | 12:00 |
| 10° | Santa Fe              | 2 : 3  | Bogotá                | Sede Deportiva, Tenjo               | 19 de mayo       | 13:00 |
| 10° | Banfield              | 4 : 2  | Alianza Llanos        | Grada Norte N. 7, Bogotá            | 20 de mayo       | 10:00 |
| 11° | Alianza Llanos        | 2 : 0  | Equidad               | Manuel Calle Lombana, Villavicencio | 25 de mayo       | 12:00 |
| 11° | Tigres                | 2 : 0  | Banfield              | U.D. Villa Olímpica, Chía           | 25 de mayo       | 13:00 |
| 11° | Patriotas             | 7 : 2  | Plata Vinotinto y Oro | Compañía Eléctrica Sochagota, Paipa | 25 de mayo       | 14:00 |
| 11° | Millonarios           | 0 : 1  | Santa Fe              | Cancha Xcoli, Bogotá                | 26 de mayo       | 10:00 |
| 11° | Bogotá                | 2 : 2  | Boyacá Chicó          | Maracana N.º 1, Bogotá              | 26 de mayo       | 12:00 |
| 11° | Talento Boyacense     | 4 : 2  | Llaneros              | Sede Deportiva, Tunja               | 26 de mayo       | 14:00 |
| 11° | Fortaleza             | 0 : 1  | Maracaneiros          | La Fortaleza, Bogotá                | 27 de mayo       | 12:00 |
| 12° | Alianza Llanos        | 3 : 3  | Tigres                | Estadio Macal, Villavicencio        | 1 de junio       | 12:00 |
| 12° | Atlético Huila        | 7 : 0  | Bogotá                | Sede Deportiva, Neiva               | 2 de junio       | 10:00 |
| 12° | Santa Fe              | 3 : 2  | Talento Boyacense     | Sede Deportiva, Tenjo               | 2 de junio       | 11:00 |
| 12° | Equidad               | 5 : 0  | Maracaneiros          | Sede Deportiva, Bogotá              | 2 de junio       | 13:00 |
| 12° | Boyacá Chicó          | 1 : 1  | Millonarios           | Sede Deportiva, Soraca              | 2 de junio       | 13:00 |
| 12° | Banfield              | 0 : 4  | Patriotas             | Grada Norte #6, Bogotá              | 2 de junio       | 15:30 |
| 12° | Llaneros              | 1 : 0  | Fortaleza             | Estadio Macal, Villavicencio        | 3 de junio       | 12:00 |
| 13° | Patriotas             | 5 : 0  | Alianza Llanos        | Compañía Eléctrica Sochagota, Paipa | 8 de junio       | 14:00 |
| 13° | Bogotá                | 1 : 3  | Plata Vinotinto y Oro | Maracana N.º 1, Bogotá              | 8 de junio       | 15:00 |
| 13° | Tigres                | 0 : 1  | Equidad               | U.D. Villa Olímpica, Chía           | 9 de junio       | 09:00 |
| 13° | Millonarios           | 3 : 2  | Atlético Huila        | Cancha Xcoli, Bogotá                | 9 de junio       | 10:00 |
| 13° | Maracaneiros          | 1 : 1  | Llaneros              | Cancha Xcoli, Bogotá                | 9 de junio       | 12:00 |
| 13° | Talento Boyacense     | 1 : 1  | Boyacá Chicó          | Sede Deportiva, Tunja               | 10 de junio      | 14:30 |
| 13° | Fortaleza             | 1 : 1  | Santa Fe              | Estadio CEIF Siberia, Bogotá        | 11 de junio      | 10:00 |
| 14° | Equidad               | 0 : 0  | Llaneros              | Sede Deportiva, Bogotá              | 22 de junio      | 13:00 |
| 14° | Boyacá Chicó          | 2 : 1  | Fortaleza             | Sede Deportiva, Soraca              | 22 de junio      | 13:00 |
| 14° | Santa Fe              | 1 : 0  | Maracaneiros          | Cafam Campestre, Bogotá             | 23 de junio      | 10:00 |
| 14° | Atlético Huila        | 7 : 0  | Talento Boyacense     | Sede Deportiva, Neiva               | 23 de junio      | 10:00 |
| 14° | Plata Vinotinto y Oro | 2 : 2  | Millonarios           | Cancha Dimenor, Bogotá              | 23 de junio      | 10:00 |
| 14° | Tigres                | 0 : 2  | Patriotas             | Estadio de la Paz Timiza, Bogotá    | 23 de junio      | 13:00 |
| 14° | Banfield              | 1 : 3  | Bogotá                | Grada Norte #7, Bogotá              | 24 de junio      | 09:00 |
| 15° | Llaneros              | 0 : 3  | Santa Fe              | Manuel Calle Lombana, Villavicencio | 29 de junio      | 12:00 |
| 15° | Talento Boyacense     | 1 : 2  | Plata Vinotinto y Oro | Sede Talento Boyacense, Tunja       | 29 de junio      | 13:00 |
| 15° | Patriotas             | 0 : 1  | Equidad               | 1 de septiembre, Chiquinquirá       | 29 de junio      | 13:00 |
| 15° | Millonarios           | 5 : 0  | Banfield              | Cancha Xcoli, Bogotá                | 30 de junio      | 10:00 |
| 15° | Maracaneiros          | 3 : 3  | Boyacá Chicó          | Xcoli Arrayanes, Bogotá             | 30 de junio      | 13:00 |
| 15° | Bogotá FC             | 1 : 2  | Alianza Llanos        | Maracaná N.º 3, Bogotá              | 1 de julio       | 14:00 |
| 15° | Fortaleza             | 3 : 1  | Atlético Huila        | La Fortaleza, Bogotá                | 3 de julio       | 14:00 |
| 16° | Bogotá                | 1 : 2  | Tigres                | Maracaná N.º 1, Bogotá              | 6 de julio       | 13:00 |
| 16° | Talento Boyacense     | 2 : 0  | Banfield              | C.D Talento Boyacense, Tunja        | 6 de julio       | 15:00 |
| 16° | Fortaleza             | 3 : 0  | Plata Vinotinto y Oro | La Fortaleza, Bogotá                | 6 de julio       | 16:00 |
| 16° | Llaneros              | 1 : 1  | Boyacá Chicó          | Manuel Calle Lombana, Villavicencio | 7 de julio       | 10:00 |
| 16° | Millonarios           | 2 : 2  | Alianza Llanos        | Cancha Xcoli, Bogotá                | 7 de julio       | 12:00 |
| 16° | Maracaneiros          | 3 : 3  | Atlético Huila        | Xcoli Arrayanes, Bogotá             | 7 de julio       | 15:00 |
| 16° | Equidad               | 0 : 2  | Santa Fe              | Sede Deportiva, Bogotá              | 8 de julio       | 12:00 |
| 17° | Tigres                | 1 : 2  | Millonarios           | U.D. Villa Olímpica, Chía           | 13 de julio      | 11:00 |
| 17° | Alianza Llanos        | 3 : 1  | Talento Boyacense     | Manuel Calle Lombana, Villavicencio | 13 de julio      | 12:00 |
| 17° | Patriotas FC          | 0 : 0  | Bogotá FC             | 1 de septiembre, Chiquinquirá       | 13 de julio      | 13:00 |
| 17° | Boyacá Chicó          | 2 : 2  | Santa Fe              | Sede Deportiva, Soraca              | 13 de julio      | 13:00 |
| 17° | Atlético Huila        | 2 : 3  | Llaneros              | Sede Deportiva, Neiva               | 13 de julio      | 14:00 |
| 17° | Banfield              | 1 : 1  | Fortaleza             | Grada Norte N.º 7, Bogotá           | 14 de julio      | 14:00 |
| 17° | Plata Vinotinto y Oro | 1 : 2  | Maracaneiros          | Cancha Dimenor, Bogotá              | 15 de julio      | 11:00 |
| 18° | Maracaneiros          | 2 : 1  | Banfield              | Xcoli Arrayanes, Bogotá             | 20 de julio      | 11:00 |
| 18° | Equidad               | 2 : 1  | Boyacá Chicó          | Sede Deportiva, Bogotá              | 20 de julio      | 12:00 |
| 18° | Santa Fe              | 2 : 0  | Atlético Huila        | Estadio Tabora, Bogotá              | 20 de julio      | 12:00 |
| 18° | Llaneros              | 2 : 2  | Plata Vinotinto y Oro | Manuel Calle Lombana, Villavicencio | 20 de julio      | 12:00 |
| 18° | Talento Boyacense     | 2 : 1  | Tigres                | Sede Talento Boyacense, Tunja       | 20 de julio      | 15:00 |
| 18° | Millonarios           | 4 : 0  | Patriotas             | Cancha Xcoli, Bogotá                | 21 de julio      | 12:00 |
| 18° | Fortaleza             | 2 : 2  | Alianza Llanos        | La Fortaleza, Bogotá                | 22 de julio      | 12:00 |
| 19° | Tigres                | 1 : 3  | Fortaleza             | U.D. Villa Olímpica, Chía           | 27 de julio      | 11:00 |
| 19° | Patriotas             | 3 : 0  | Talento Boyacense     | Compañía Eléctrica Sochagota, Paipa | 27 de julio      | 14:00 |
| 19° | Bogotá FC             | 1 : 2  | Equidad               | Maracaná N.º 1, Bogotá              | 27 de julio      | 15:00 |
| 19° | Plata Vinotinto y Oro | 0 : 4  | Santa Fe              | Cancha Dimenor, Bogotá              | 28 de julio      | 10:00 |
| 19° | Atlético Huila        | 1 : 2  | Boyacá Chicó          | Sede Deportiva, Neiva               | 28 de julio      | 10:00 |
| 19° | Alianza Llanos        | 1 : 0  | Maracaneiros          | Manuel Calle Lombana, Villavicencio | 28 de julio      | 12:00 |
| 19° | Banfield              | 1 : 1  | Llaneros              | Grada Norte N.º 7, Bogotá           | 29 de julio      | 12:00 |
| 20° | Llaneros              | 0 : 2  | Alianza Llanos        | Manuel Calle Lombana, Villavicencio | 3 de agosto      | 14:00 |
| 20° | Millonarios           | 4 : 0  | Bogotá                | Xcoli, Bogotá                       | 4 de agosto      | 10:00 |
| 20° | Equidad               | 4 : 0  | Atlético Huila        | Sede Deportiva, Bogotá              | 4 de agosto      | 11:00 |
| 20° | Patriotas             | 1 : 3  | Fortaleza             | Eléctrica de Sochagota, Paipa       | 4 de agosto      | 13:00 |
| 20° | Santa Fe              | 0 : 1  | Banfield              | Sede Deportiva, Tenjo               | 4 de agosto      | 14:00 |
| 20° | Maracaneiros          | 2 : 0  | Tigres                | Xcoli Arrayanes, Bogotá             | 5 de agosto      | 12:00 |
| 20° | Boyacá Chicó          | 1 : 1  | Plata Vinotinto y Oro | Sede Isabelita Pimentel, Soraca     | 7 de agosto      | 13:00 |
| 21° | Alianza Llanos        | 1 : 0  | Santa Fe              | Manuel Calle Lombana, Villavicencio | 10 de agosto     | 12:00 |
| 21° | Patriotas             | 3 : 1  | Maracaneiros          | Eléctrica de Sochabota, Paipa       | 10 de agosto     | 13:00 |
| 21° | Bogotá                | 3 : 0  | Talento Boyacense     | Maracaná N.º 1, Bogotá              | 10 de agosto     | 15:00 |
| 21° | Millonarios           | 2 : 0  | Equidad               | Cancha Xcoli, Bogotá                | 11 de agosto     | 10:00 |
| 21° | Tigres                | 2 : 0  | Llaneros              | U.D. Villa Olímpica, Chía           | 11 de agosto     | 13:00 |
| 21° | Banfield              | 1 : 2  | Boyacá Chicó          | Grada Norte N.º 7, Bogotá           | 11 de agosto     | 14:00 |
| 21° | Plata Vinotinto y Oro | 2 : 0  | Atlético Huila        | Cancha Dimenor, Bogotá              | 11 de agosto     | 15:00 |
| 22° | Equidad               | 2 : 2  | Plata Vinotinto y Oro | Sede Deportiva, Bogotá              | 17 de julio      | 12:00 |
| 22° | Fortaleza             | 1 : 0  | Bogotá                | La Fortaleza, Bogotá                | 17 de julio      | 12:00 |
| 22° | Santa Fe              | 3 : 1  | Tigres                | Sede Deportiva, Bogotá              | 17 de julio      | 14:00 |
| 22° | Atlético Huila        | 5 : 2  | Banfield              | Comfamiliar Los Lagos, Neiva        | 18 de agosto     | 10:00 |
| 22° | Talento Boyacense     | 0 : 3  | Millonarios           | Sede Deportiva, Tunja               | 18 de agosto     | 13:00 |
| 22° | Llaneros              | 3 : 2  | Patriotas             | Manuel Calle Lombana, Villavicencio | 18 de agosto     | 14:00 |
| 22° | Boyacá Chicó          | 2 : 2  | Alianza Llanos        | Sede Deportiva, Tunja               | 20 de agosto     | 11:00 |
| 23° | Patriotas             | 3 : 1  | Santa Fe              | Eléctrica de Sochagota, Paipa       | 24 de agosto     | 13:00 |
| 23° | Millonarios           | 3 : 0  | Fortaleza             | Xcoli, Bogotá                       | 25 de agosto     | 10:00 |
| 23° | Tigres                | 0 : 1  | Boyacá Chicó          | U.D. Villa Olímpica, Chía           | 25 de agosto     | 11:00 |
| 23° | Alianza Llanos        | 4 : 0  | Atlético Huila        | Manuel Calle Lombana, Villavicencio | 3 de octubre     | 11:00 |
| 23° | Talento Boyacense     | 2 : 1  | Equidad               | Sede Deportiva, Tunja               | 26 de agosto     | 14:00 |
| 23° | Bogotá                | 1 : 2  | Maracaneiros          | Maracaná N.º 1, Bogotá              | 26 de agosto     | 15:00 |
| 23° | Banfield              | 1 : 2  | Plata Vinotinto y Oro | Dimenor, Bogotá                     | 26 de agosto     | 16:00 |
| 24° | Equidad               | 2 : 0  | Banfield              | Sede Deportiva, Bogotá              | 31 de agosto     | 12:00 |
| 24° | Fortaleza             | 5 : 0  | Talento Boyacense     | La Fortaleza, Bogotá                | 31 de agosto     | 12:00 |
| 24° | Maracaneiros          | 0 : 0  | Millonarios           | Xcoli Arrayanes, Bogotá             | 1 de septiembre  | 10:00 |
| 24° | Atlético Huila        | 5 : 0  | Tigres                | Comfamiliar Los Lagos, Neiva        | 1 de septiembre  | 10:00 |
| 24° | Plata Vinotinto y Oro | 0 : 1  | Alianza Llanos        | Cancha Dimenor, Bogotá              | 1 de septiembre  | 19:00 |
| 24° | Boyacá Chicó          | 3 : 2  | Patriotas             | Sede Isabelita Pimentel, Soraca     | 2 de septiembre  | 13:00 |
| 24° | Llaneros              | 5 : 0  | Bogotá                | Manuel Calle Lombana, Villavicencio | 3 de septiembre  | 12:00 |
| 25° | Fortaleza             | 1 : 0  | Equidad               | La Fortaleza, Bogotá                | 7 de septiembre  | 11:00 |
| 25° | Tigres                | 0 : 0  | Plata Vinotinto       | U.D. Villa Olímpica, Chía           | 7 de septiembre  | 11:00 |
| 25° | Patriotas             | 1 : 1  | Atlético Huila        | Eléctrica de Sochagota, Paipa       | 7 de septiembre  | 12:00 |
| 25° | Alianza Llanos        | 1 : 2  | Banfield              | Manuel Calle Lombana, Villavicencio | 7 de septiembre  | 12:00 |
| 25° | Bogotá FC             | 0 : 4  | Santa Fe              | Maracaná N.º 1, Bogotá              | 7 de septiembre  | 15:00 |
| 25° | Millonarios           | 2 : 1  | Llaneros              | Xcoli, Bogotá                       | 9 de septiembre  | 12:00 |
| 25° | Talento Boyacense     | 1 : 3  | Maracaneiros          | Sede Deportiva, Tunja               | 9 de septiembre  | 13:00 |
| 26° | Equidad               | 4 : 1  | Alianza Llanos        | Sede Deportiva, Bogotá              | 14 de septiembre | 12:00 |
| 26° | Santa Fe              | 1 : 1  | Millonarios           | Sede Deportiva, Tenjo               | 14 de septiembre | 14:00 |
| 26° | Plata Vinotinto y Oro | 1 : 2  | Patriotas             | Cancha Dimenor, Bogotá              | 15 de septiembre | 12:00 |
| 26° | Banfield              | 0 : 3  | Tigres                | Cancha Dimenor, Bogotá              | 15 de septiembre | 15:00 |
| 26° | Maracaneiros          | 1 : 0  | Fortaleza             | Xcoli Arrayanes, Bogotá             | 15 de septiembre | 15:00 |
| 26° | Boyacá Chicó          | 3 : 0  | Bogotá FC             | Isabelita Pimentel, Soraca          | 16 de septiembre | 13:00 |
| 26° | Llaneros              | 11 : 0 | Talento Boyacense     | Manuel Calle Lombana                | 17 de septiembre | 11:00 |
| 27° | Fortaleza             | 1 : 0  | Llaneros              | La Fortaleza, Bogotá                | 21 de septiembre | 11:00 |
| 27° | Millonarios           | 0 : 0  | Boyacá Chicó          | Xcoli, Bogotá                       | 21 de septiembre | 12:00 |
| 27° | Patriotas             | 6 : 1  | Banfield              | Eléctrica de Sochagota, Paipa       | 21 de septiembre | 13:00 |
| 27° | Bogotá                | 2 : 3  | Atlético Huila        | Grada Norte N.º 17, Bogotá          | 21 de septiembre | 15:00 |
| 27° | Maracaneiros          | 0 : 2  | Equidad               | Xcoli Arrayanes, Bogotá             | 22 de septiembre | 10:00 |
| 27° | Tigres                | 0 : 4  | Alianza Llanos        | U.D. Villa Olímpica, Chía           | 22 de septiembre | 14:00 |
| 27° | Talento Boyacense     | 0 : 9  | Santa Fe              | Sede Deportiva, Tunja               | 22 de septiembre | 15:00 |
| 28  | Alianza Llanos        | 2 : 1  | Patriotas             | Manuel Calle Lombana, Villavicencio | 28 de septiembre | 12:00 |
| 28  | Boyacá Chicó          | 6 : 0  | Talento Boyacense     | Isabelita Pimentel, Soraca          | 28 de septiembre | 13:00 |
| 28  | Santa Fe              | 3 : 3  | Fortaleza             | Sede Deportiva, Tenjo               | 28 de septiembre | 14:00 |
| 28  | Llaneros              | 2 : 1  | Maracaneiros          | Manuel Calle Lombana, Villavicencio | 28 de septiembre | 14:00 |
| 28  | Atlético Huila        | 1 : 2  | Millonarios           | Comfamiliar Los Lagos, Bogotá       | 28 de septiembre | 15:00 |
| 28  | Equidad               | 2 : 1  | Tigres                | Sede Deportiva, Bogotá              | 29 de septiembre | 13:00 |
| 28  | Plata Vinotinto y Oro | 1 : 1  | Bogotá                | Cancha Dimenor, Bogotá              | 1 de octubre     | 12:00 |
| 29° | Fortaleza             | 0 : 2  | Boyacá Chicó          | La Fortaleza, Bogotá                | 5 de octubre     | 11:00 |
| 29° | Llaneros              | 0 : 1  | Equidad               | Manuel Calle Lombana, Villavicencio | 5 de octubre     | 12:00 |
| 29° | Maracaneiros          | 0 : 7  | Santa Fe              | Xcoli Arrayanes, Bogotá             | 5 de octubre     | 12:00 |
| 29° | Millonarios           | 3 : 0  | Plata Vinotinto y Oro | Xcoli, Bogotá                       | 6 de octubre     | 10:00 |
| 29° | Patriotas             | 2 : 0  | Tigres                | Eléctrica de Sochagota, Paipa       | 7 de octubre     | 13:00 |
| 29° | Talento Boyacense     | 3 : 3  | Atlético Huila        | Sede Deportiva, Tunja               | 8 de octubre     | 15:00 |
| 29° | Bogotá                | 0 : 3  | Banfield              | Maracana N.º 1, Bogotá              | 8 de octubre     | 15:00 |
| 30° | Boyacá Chicó          | 2 : 1  | Maracaneiros          | Sede Isabelita Pimentel, Soraca     | 12 de octubre    | 12:00 |
| 30° | Plata Vinotinto y Oro | 5 : 0  | Talento Boyacense     | Cancha Dimenor, Bogotá              | 13 de octubre    | 11:00 |
| 30° | Santa Fe              | 2 : 1  | Llaneros              | Sede Deportiva, Bogotá              | 13 de octubre    | 12:00 |
| 30° | Equidad               | 2 : 0  | Patriotas             | Sede Deportiva, Bogotá              | 13 de octubre    | 14:00 |
| 30° | Alianza Llanos        | 3 : 1  | Bogotá                | Manuel Calle Lombana, Villavicencio | 13 de octubre    | 14:00 |
| 30° | Atlético Huila        | 2 : 2  | Fortaleza             | Comfamiliar Los Lagos, Neiva        | 13 de octubre    | 15:00 |
| 30° | Banfield              | 2 : 5  | Millonarios           | Cancha Dimenor, Bogotá              | 15 de octubre    | 09:00 |

### Grupo B
| Pos | Equipos                | Pts | PJ | G  | E  | P  | GF | GC | DIF |
| --- | ---------------------- | --- | -- | -- | -- | -- | -- | -- | --- |
| 1.  | Once Caldas            | 60  | 28 | 18 | 6  | 4  | 59 | 26 | 33  |
| 2.  | Atlético Nacional      | 58  | 28 | 17 | 7  | 4  | 44 | 14 | 30  |
| 3.  | Águilas Doradas        | 56  | 28 | 16 | 8  | 4  | 52 | 32 | 20  |
| 4.  | Independiente Medellín | 53  | 28 | 16 | 5  | 7  | 44 | 19 | 25  |
| 5.  | Envigado F. C.         | 52  | 28 | 15 | 7  | 6  | 45 | 29 | 16  |
| 6.  | Total Soccer           | 51  | 28 | 15 | 6  | 7  | 38 | 19 | 19  |
| 7.  | Alianza Petrolera      | 49  | 28 | 15 | 4  | 9  | 61 | 43 | 18  |
| 8.  | Itagüí Leones          | 40  | 28 | 12 | 4  | 12 | 25 | 28 | -3  |
| 9.  | Alianza Platanera      | 32  | 28 | 9  | 5  | 14 | 27 | 30 | -3  |
| 10. | Alianza Vallenata      | 32  | 28 | 7  | 11 | 10 | 34 | 53 | -19 |
| 11. | PSD Panteras           | 29  | 28 | 8  | 5  | 15 | 31 | 49 | -18 |
| 12. | Deportivo Pereira      | 21  | 28 | 6  | 3  | 19 | 32 | 59 | -27 |
| 13. | Real San Jorge         | 20  | 28 | 4  | 8  | 16 | 24 | 45 | -21 |
| 14. | La Cantera             | 17  | 28 | 4  | 5  | 20 | 14 | 35 | -21 |
| 15. | Juventud El Cortijo    | 14  | 28 | 3  | 5  | 19 | 25 | 75 | -50 |

| 1°  | Águilas Doradas        | 5 : 0 | Alianza Vallenata      | El Porvenir, Rionegro                  | 17 de marzo      | 16:00 |
| 1°  | Deportivo Pereira      | 1 : 2 | Atlético Nacional      | Alberto Mora Mora, Pereira             | 18 de marzo      | 14:00 |
| 1°  | Panteras               | 1 : 3 | Total Soccer F.C       | Estadio Barbosa, Barbosa               | 18 de marzo      | 15:00 |
| 1°  | Leones                 | 1 : 0 | La Cantera             | Unión Cristiano Cosdecol, Bello        | 19 de marzo      | 10:00 |
| 1°  | Medellín               | 1 : 0 | Real San Jorge         | Cancha Marte #1, Medellín              | 19 de marzo      | 12:00 |
| 1°  | Envigado               | 3 : 0 | Juventud El Cortijo    | Polideportivo Sur, Envigado            | 19 de marzo      | 15:00 |
| 1°  | Alianza Petrolera      | 2 : 1 | Alianza Platanera      | Daniel Villa Zapata, Barrancabermeja   | 19 de marzo      | 15:00 |
| 2°  | Atlético Nacional      | 1 : 1 | Once Caldas            | Sede Deportiva, Guarne                 | 24 de marzo      | 09:00 |
| 2°  | Indep. Medellín        | 1 : 3 | Envigado F. C.         | Cancha Marte #1. Medellín              | 24 de marzo      | 14:00 |
| 2°  | La Cantera F. C.       | 1 : 3 | Alianza Petrolera      | Alberto Mora Mora, Pereira             | 24 de marzo      | 14:00 |
| 2°  | Alianza Platanera      | 1 : 0 | Deportivo Pereira      | John Jairo Tréllez, Turbo              | 25 de marzo      | 14:00 |
| 2°  | Total Soccer           | 2 : 0 | Leones F. C.           | Estadio de La Ceja                     | 25 de marzo      | 15:00 |
| 2°  | Juventud El Cortijo    | 1 : 3 | Águilas Doradas        | Arturo Cumplido Sierra, Sincelejo      | 25 de marzo      | 15:30 |
| 2°  | Alianza Vallenata      | 2 : 1 | PSD Panteras           | Galón Celedón, Valledupar              | 25 de marzo      | 16:00 |
| 3°  | Envigado               | 1 : 0 | Real San Jorge         | Polideportivo Sur, Envigado            | 31 de marzo      | 10:00 |
| 3°  | Deportivo Pereira      | 2 : 2 | La Cantera             | Hernán Ramírez Villegas, Pereira       | 31 de marzo      | 13:00 |
| 3°  | PSD Panteras           | 0 : 1 | Juventud el Cortijo    | Estadio Barbosa, Barbosa               | 31 de marzo      | 14:00 |
| 3°  | Leones                 | 2 : 0 | Alianza Vallenata      | Metropolitano Ciudad de Itagüí         | 31 de marzo      | 14:00 |
| 3°  | Alianza Petrolera      | 2 : 0 | Total Soccer           | Daniel Villa Zapata, Barrancabermeja   | 31 de marzo      | 15:00 |
| 3°  | Águilas Doradas        | 1 : 1 | Indep. Medellín        | Alberto Grisales, Rionegro             | 1 de abril       | 14:00 |
| 3°  | Once Caldas            | 1 : 0 | Alianza Platanera      | Estadio Palogrande, Manizales          | 2 de abril       | 10:00 |
| 4°  | La Cantera F. C.       | 0 : 0 | Once Caldas            | Alberto Mora, Pereira                  | 6 de abril       | 12:00 |
| 4°  | Envigado F. C.         | 1 : 1 | Águilas Doradas        | Polideportivo Sur, Envigado            | 7 de abril       | 11:00 |
| 4°  | Alianza Vallenata      | 2 : 3 | Alianza Petrolera      | Galón Celedon, Valledupar              | 7 de abril       | 16:00 |
| 4°  | Indep. Medellín        | 7 : 0 | PSD Panteras           | Marte N.º 1, Medellín                  | 8 de abril       | 14:00 |
| 4°  | Total Soccer           | 2 : 0 | Deportivo Pereira      | Estadio De La Ceja, La Ceja            | 8 de abril       | 15:00 |
| 4°  | Real San Jorge         | 0 : 1 | Atlético Nacional      | Pedro Villalobos, Montelíbano          | 8 de abril       | 15:00 |
| 4°  | Juv. El Cortijo        | 1 : 2 | Leones F. C.           | Arturo Cumplido Sierra, Sincelejo      | 8 de abril       | 15:30 |
| 5°  | Panteras PSD           | 0 : 2 | Envigado F. C.         | Villa Olímpica, Puente Nacional        | 14 de abril      | 09:00 |
| 5°  | Atlético Nacional      | 2 : 0 | Alianza Platanera      | Sede Deportiva, Guarne                 | 14 de abril      | 09:00 |
| 5°  | Águilas Doradas        | 8 : 1 | Real San Jorge         | El Porvenir, Rionegro                  | 14 de abril      | 16:00 |
| 5°  | Leones F. C.           | 1 : 0 | Indep. Medellín        | Cosdecol, Bello                        | 15 de abril      | 10:00 |
| 5°  | Once Caldas            | 0 : 0 | Total Soccer           | Palogrande, Manizales                  | 15 de abril      | 11:00 |
| 5°  | Deportivo Pereira      | 1 : 0 | Alianza Vallenata      | Villa Olímpica, Pereira                | 15 de abril      | 14:00 |
| 5°  | Alianza Petrolera      | 3 : 1 | Juv. El Cortijo        | Daniel Villa Zapata, Barrancabermeja   | 16 de abril      | 15:00 |
| 6°  | Águilas Doradas        | 1 : 0 | Panteras PSD           | Alberto Grisales, Rionegro             | 21 de abril      | 14:00 |
| 6°  | Indep. Medellín        | 3 : 0 | Alianza Petrolera      | Cancha Marte N.º 1, Medellín           | 22 de abril      | 14:00 |
| 6°  | Alianza Vallenata      | 1 : 1 | Once Caldas            | Galón Celedon, Valledupar              | 22 de abril      | 14:00 |
| 6°  | Real San Jorge         | 1 : 1 | Alianza Platanera      | Pedro Villalobos, Montelíbano          | 22 de abril      | 15:00 |
| 6°  | Juv. El Cortijo        | 2 : 2 | Deportivo Pereira      | Arturo Cumplido Sierra, Sincelejo      | 22 de abril      | 15:30 |
| 6°  | Envigado F. C.         | 1 : 1 | Leones F. C.           | Polideportivo Sur, Envigado            | 23 de abril      | 11:00 |
| 6°  | La Cantera F. C.       | 0 : 1 | Atlético Nacional      | Complejo Cordep, Pereira               | 16 de mayo       | 12:00 |
| 7°  | Atl. Nacional          | 2 : 0 | Total Soccer           | Sede Deportiva, Guarne                 | 28 de abril      | 09:00 |
| 7°  | Leones F. C.           | 1 : 1 | Águilas Doradas        | Cosdecol, Bello                        | 28 de abril      | 10:00 |
| 7°  | Alianza Petrolera      | 4 : 2 | Envigado F. C.         | Daniel Villa Zapata, Barrancabermeja   | 28 de abril      | 15:00 |
| 7°  | Deportivo Pereira      | 2 : 1 | Indep. Medellín        | Alberto Mora Mora, Pereira             | 29 de abril      | 12:00 |
| 7°  | PSD Panteras           | 1 : 1 | Real San Jorge         | Estadio de Barbosa                     | 29 de abril      | 15:00 |
| 7°  | Alianza Platanera      | 1 : 0 | La Cantera             | Jhon Jairo Trellez, Turbo              | 29 de abril      | 15:30 |
| 7°  | Once Caldas            | 5 : 0 | Juv. El Cortijo        | C.D. Villa Diana, Villamaría           | 30 de abril      | 12:00 |
| 8°  | Alianza Vallenata      | 2 : 2 | Atlético Nacional      | Galo Celedón, Valledupar               | 5 de mayo        | 14:00 |
| 8°  | Águilas Doradas        | 2 : 3 | Alianza Petrolera      | Alberto Grisales, Rionegro             | 5 de mayo        | 14:00 |
| 8°  | Indep. Medellín        | 3 : 0 | Once Caldas            | Cancha Marte N.º 1, Medellín           | 6 de mayo        | 12:00 |
| 8°  | PSD Panteras           | 0 : 1 | Leones F. C.           | Estadio de Barbosa                     | 6 de mayo        | 14:30 |
| 8°  | Total Soccer           | 1 : 0 | Alianza Platanera      | Estadio de La Ceja                     | 6 de mayo        | 15:00 |
| 8°  | Envigado F. C.         | 2 : 0 | Deportivo Pereira      | Polideportivo Sur, Envigado            | 7 de mayo        | 10:00 |
| 8°  | La Cantera F. C.       | 1 : 0 | Real San Jorge         | Complejo Dtvo Cordep., Pereira         | 12 de junio      | 12:00 |
| 9°  | Leones F. C.           | 2 : 1 | Real San Jorge         | Unión Cosdecol, Bello                  | 11 de mayo       | 12:00 |
| 9°  | La Cantera             | 0 : 3 | Total Soccer           | Complejo Cordep., Pereira              | 11 de mayo       | 12:00 |
| 9°  | Alianza Petrolera      | 1 : 1 | PSD Panteras           | Daniel Villa Zapata, Barrancabermeja   | 11 de mayo       | 15:00 |
| 9°  | Atlético Nacional      | 5 : 0 | Juventud El Cortijo    | Sede Deportiva, Medellín               | 12 de mayo       | 09:00 |
| 9°  | Pereira                | 1 : 2 | Águilas Doradas        | Complejo Deportivo, Pereira            | 12 de mayo       | 14:00 |
| 9°  | Alianza Platanera      | 0 : 0 | Alianza Vallenata      | Jhon Jairo Trellez, Turbo              | 13 de mayo       | 14:00 |
| 9°  | Once Caldas            | 1 : 2 | Envigado F. C.         | Palogrande, Manizales                  | 14 de mayo       | 09:00 |
| 10° | Águilas Doradas        | 3 : 1 | Once Caldas            | Alberto Grisales, Rionegro             | 19 de mayo       | 10:00 |
| 10° | Leones F. C.           | 1 : 2 | Alianza Petrolera      | Metropolitano, Itagüí                  | 19 de mayo       | 12:00 |
| 10° | Real San Jorge         | 0 : 1 | Total Soccer           | Pedro Villalobos, Montelíbano          | 19 de mayo       | 14:00 |
| 10° | Independiente Medellín | 0 : 1 | Atlético Nacional      | La Marte, Medellín                     | 20 de mayo       | 12:00 |
| 10° | Alianza Vallenata      | 4 : 0 | La Cantera             | Galo Celedón, Valledupar               | 20 de mayo       | 14:00 |
| 10° | PSD Panteras           | 6 : 1 | Deportivo Pereira      | Estadio de Barbosa                     | 20 de mayo       | 15:00 |
| 10° | Juventud El Cortijo    | 0 : 1 | Alianza Platanera      | Arturo Cumplido Sierra, Sincelejo      | 20 de mayo       | 15:30 |
| 11° | La Cantera F. C.       | 0 : 1 | Juventud El Cortijo    | Complejo Cordep, Pereira               | 25 de mayo       | 12:00 |
| 11° | Once Caldas            | 2 : 1 | PSD Panteras           | Complejo Villa Diana, Villamaría       | 25 de mayo       | 12:00 |
| 11° | Atlético Nacional      | 0 : 0 | Envigado F. C.         | Sede Deportiva, Guarne                 | 26 de mayo       | 09:00 |
| 11° | Deportivo Pereira      | 0 : 1 | Leones F. C.           | Hernán Ramírez Villegas, Pereira       | 26 de mayo       | 13:00 |
| 11° | Alianza Platanera      | 1 : 2 | Independiente Medellín | Jhon Jairo Trellez, Turbo              | 26 de mayo       | 14:00 |
| 11° | Alianza Petrolera      | 1 : 0 | Real San Jorge         | Daniel Villa Zapata, Barrancabermeja   | 26 de mayo       | 15:00 |
| 11° | Total Soccer           | 1 : 1 | Alianza Vallenata      | Estadio de La Ceja                     | 26 de mayo       | 15:00 |
| 12° | Envigado FC            | 1 : 0 | Alianza Platanera      | Metropolitano, Itagüí                  | 2 de junio       | 10:00 |
| 12° | Águilas Doradas        | 0 : 2 | Atl. Nacional          | El Porvenir, Rionegro                  | 2 de junio       | 10:00 |
| 12° | Real San Jorge         | 2 : 2 | Alianza Vallenata      | Pedro Villalobos, Montelíbano          | 2 de junio       | 15:00 |
| 12° | Alianza Petrolera      | 1 : 2 | Deportivo Pereira      | Daniel Villa Zapata, Barrancabermeja   | 2 de junio       | 15:00 |
| 12° | Leones FC              | 1 : 3 | Once Caldas            | Metropolitano, Itagüí                  | 3 de junio       | 12:00 |
| 12° | Indep. Medellín        | 1 : 0 | La Cantera FC          | Cancha Marte N.º 1, Medellín           | 3 de junio       | 14:00 |
| 12° | Juv. El Cortijo        | 1 : 2 | Total Soccer           | Arturo Cumplido Sierra, Sincelejo      | 4 de junio       | 12:00 |
| 13° | Atl. Nacional          | 2 : 2 | PSD Panteras           | Sede Deportiva, Guarne                 | 9 de junio       | 09:00 |
| 13° | Deportivo Pereira      | 3 : 2 | Real San Jorge         | Cancha Sintética Corpe, Pereira        | 9 de junio       | 14:00 |
| 13° | Alianza Platanera      | 0 : 1 | Águilas Doradas        | Jhon Jairo Trellez, Turbo              | 9 de junio       | 14:00 |
| 13° | La Cantera FC          | 0 : 1 | Envigado FC            | Alberto Mora Mora                      | 9 de junio       | 14:00 |
| 13° | Alianza Vallenata      | 3 : 3 | Juventud El Cortijo    | Cancha Galo Celedom, Valledupar        | 9 de junio       | 16:00 |
| 13° | Once Caldas            | 3 : 2 | Alianza Petrolera      | Complejo Dtvo. Villa Diana, Villamaría | 10 de junio      | 14:00 |
| 13° | Total Soccer           | 0 : 0 | Indep. Medellín        | Estadio de La Ceja                     | 10 de junio      | 15:00 |
| 14° | Leones FC              | 1 : 0 | Atl. Nacional          | Cosdecol, Bello                        | 22 de junio      | 10:00 |
| 14° | Deportivo Pereira      | 1 : 2 | Once Caldas            | Alberto Mora Mora, Pereira             | 22 de junio      | 12:00 |
| 14° | Envigado FC            | 2 : 1 | Total Soccer           | Polideportivo Sur, Envigado            | 22 de junio      | 15:00 |
| 14° | Águilas Doradas        | 1 : 1 | La Cantera             | El Porvenir, Rionegro                  | 23 de junio      | 14:00 |
| 14° | PSD Panteras           | 2 : 1 | Alianza Platanera      | Estadio de Barbosa                     | 23 de junio      | 15:00 |
| 14° | Real San Jorge         | 2 : 0 | Juv. El Cortijo        | Pedro Villalobos, Montelíbano          | 23 de junio      | 15:00 |
| 14° | Indep. Medellín        | 2 : 0 | Alianza Vallenata      | Tulio Ospina, Bello                    | 25 de junio      | 11:00 |
| 15° | La Cantera FC          | 0 : 1 | PSD Panteras           | Alberto Mora Mora, Pereira             | 29 de junio      | 10:00 |
| 15° | Atl. Nacional          | 1 : 0 | Alianza Petrolera      | Sede Deportiva, Guarne                 | 30 de junio      | 09:00 |
| 15° | Alianza Vallenata      | 2 : 2 | Envigado FC            | Galo Celedon, Valledupar               | 30 de junio      | 14:00 |
| 15° | Once Caldas            | 7 : 1 | Real San Jorge         | Polideportivo de Villamaría            | 1 de julio       | 14:00 |
| 15° | Alianza Platanera      | 0 : 0 | Leones FC              | Jhon Jairo Trellez, Turbo              | 1 de julio       | 14:00 |
| 15° | Total Soccer           | 1 : 1 | Águilas Doradas        | Estadio de La Ceja                     | 1 de julio       | 13:00 |
| 15° | Juv. El Cortijo        | 0 : 1 | Indep. Medellín        | Arturo Cumplido Sierra, Sincelejo      | 2 de julio       | 13:00 |
| 16° | Atl. Nacional          | 3 : 0 | Deportivo Pereira      | Sede Deportivo, Guarne                 | 7 de julio       | 09:00 |
| 16° | Alianza Vallenata      | 1 : 1 | Águilas Doradas        | Galón Celedon, Valledupar              | 7 de julio       | 14:00 |
| 16° | Juv. El Cortijo        | 2 : 1 | Envigado FC            | Arturo Cumplido Sierra, Sincelejo      | 7 de julio       | 15:30 |
| 16° | Real San Jorge         | 0 : 0 | Indep. Medellín        | Pedro Villalobos, Montelíbano          | 8 de julio       | 14:00 |
| 16° | Alianza Platanera      | 5 : 1 | Alianza Petrolera      | Jhon Jairo Trellez, Turbo              | 8 de julio       | 14:00 |
| 16° | Total Soccer           | 3 : 0 | PSD Panteras           | Estadio de La Ceja                     | 8 de julio       | 15:00 |
| 16° | La Cantera FC          | 1 : 0 | Leones FC              | Sede Recre. La Siria, Pereira          | 9 de julio       | 10:00 |
| 17° | Once Caldas            | 2 : 2 | Atl. Nacional          | Palogrande, Manizales                  | 14 de julio      | 10:00 |
| 17° | Deportivo Pereira      | 1 : 2 | Alianza Platanera      | Villa Olímpica, Pereira                | 14 de julio      | 14:00 |
| 17° | Alianza Petrolera      | 2 : 0 | La Cantera FC          | Daniel Villa Zapata, Barrancabermeja   | 14 de julio      | 14:00 |
| 17° | Águilas Doradas        | 5 : 2 | Juv. El Cortijo        | El Porvenir, Rionegro                  | 14 de julio      | 14:00 |
| 17° | Envigado FC            | 1 : 0 | Indep. Medellín        | Polideportivo Sur, Envigado            | 14 de julio      | 15:00 |
| 17° | Leones FC              | 0 : 1 | Total Soccer           | Cosdecol, Bello                        | 15 de julio      | 14:00 |
| 17° | PSD Panteras           | 1 : 1 | Alianza Vallenata      | Estadio de Barbosa                     | 15 de julio      | 15:00 |
| 18° | Indep. Medellín        | 2 : 0 | Rionegro Águilas       | Marte N.º 1, Medellín                  | 20 de julio      | 14:00 |
| 18° | Alianza Vallenata      | 1 : 0 | Leones FC              | Galo Celedon, Valledupar               | 21 de julio      | 16:00 |
| 18° | Real San Jorge         | 1 : 1 | Envigado FC            | Pedro Villalobos, Montelíbano          | 22 de julio      | 14:00 |
| 18° | Juv. El Cortijo        | 1 : 3 | PSD Panteras           | Arturo Cumplido Sierra, Sincelejo      | 22 de julio      | 15:00 |
| 18° | Total Soccer           | 0 : 1 | Alianza Petrolera      | Estadio de La Ceja                     | 22 de julio      | 15:00 |
| 18° | La Cantera FC          | 2 : 1 | Deportivo Pereira      | La Siria, Pereira                      | 23 de julio      | 10:00 |
| 18° | Alianza Platanera      | 1 : 2 | Once Caldas            | Jhon Jairo Trellez, Turbo              | 23 de julio      | 11:00 |
| 19° | Atl. Nacional          | 1 : 0 | Real San Jorge         | Sede Deportiva, Guarne                 | 28 de julio      | 09:00 |
| 19° | Águilas Doradas        | 2 : 0 | Envigado FC            | El Porvenir, Rionegro                  | 28 de julio      | 14:00 |
| 19° | Alianza Petrolera      | 8 : 1 | Alianza Vallenata      | Daniel Villa Zapata, Barrancabermeja   | 28 de julio      | 14:00 |
| 19° | Deportivo Pereira      | 1 : 3 | Total Soccer           | Complejo Cordep., Pereira              | 28 de julio      | 15:00 |
| 19° | Leones FC              | 2 : 0 | Juv. El Cortijo        | Cosdecol, Bello                        | 29 de julio      | 10:00 |
| 19° | Once Caldas            | 2 : 1 | La Cantera FC          | Complejo Villa Diana, Villamaría       | 29 de julio      | 14:00 |
| 19° | PSD Panteras           | 1 : 3 | Indep. Medellín        | Estadio de Barbosa                     | 29 de julio      | 15:00 |
| 20° | Alianza Vallenata      | 1 : 0 | Deportivo Pereira      | Galo Celedon, Valledupar               | 4 de agosto      | 16:00 |
| 20° | Envigado FC            | 3 : 0 | PSD Panteras           | Polideportivo Sur, Envigado            | 5 de agosto      | 10:00 |
| 20° | Total Soccer           | 0 : 0 | Once Caldas            | Estadio de La Ceja                     | 5 de agosto      | 13:00 |
| 20° | Real San Jorge         | 1 : 2 | Águilas Doradas        | Pedro Villalobos, Montelíbano          | 5 de agosto      | 14:00 |
| 20° | Alianza Platanera      | 1 : 0 | Atl. Nacional          | Jhon Jairo Trellez, Turbo              | 5 de agosto      | 14:00 |
| 20° | Juv. El Cortijo        | 1 : 1 | Alianza Petrolera      | Arturo Cumplido Sierra, Sincelejo      | 5 de agosto      | 15:00 |
| 20° | Indep. Medellín        | 2 : 1 | Leones FC              | Cancha Marte N.º 1, Medellín           | 7 de agosto      | 16:00 |
| 21° | Atl. Nacional          | 2 : 1 | La Cantera FC          | Sede Deportiva, Guarne                 | 10 de agosto     | 09:00 |
| 21° | PSD Panteras           | 0 : 1 | Águilas Doradas        | Villa Olímpica Puente Nacional         | 11 de agosto     | 10:00 |
| 21° | Alianza Petrolera      | 2 : 1 | Indep. Medellín        | Daniel Villa Zapata, Barrancabermeja   | 11 de agosto     | 13:00 |
| 21° | Deportivo Pereira      | 5 : 1 | Juv. El Cortijo        | Villa Olímpica, Pereira                | 12 de agosto     | 12:00 |
| 21° | Alianza Platanera      | 0 : 2 | Real San Jorge         | Jhon Jairo Trellez, Turbo              | 12 de agosto     | 14:00 |
| 21° | Once Caldas            | 4 : 0 | Alianza Vallenata      | Complejo Villa Diana, Villamaría       | 13 de agosto     | 12:00 |
| 21° | Leones FC              | 1 : 2 | Envigado FC            | Cosdecol, Bello                        | 14 de agosto     | 10:00 |
| 22° | La Cantera             | 0 : 1 | Alianza Platanera      | Cordep., Pereira                       | 17 de agosto     | 10:00 |
| 22° | Envigado FC            | 0 : 0 | Alianza Petrolera      | Polideportivo Sur, Envigado            | 18 de agosto     | 11:00 |
| 22° | Águilas Doradas        | 2 : 1 | Leones FC              | El Porvenir, Rionegro                  | 18 de agosto     | 14:00 |
| 22° | Total Soccer           | 1 : 0 | Atl. Nacional          | Estadio de La Ceja                     | 19 de agosto     | 13:00 |
| 22° | Juv. El Cortijo        | 0 : 1 | Once Caldas            | Arturo Cumplido Sierra                 | 19 de agosto     | 15:00 |
| 22° | Indep. Medellín        | 1 : 0 | Deportivo Pereira      | Marte N.º 1, Medellín                  | 20 de agosto     | 14:00 |
| 22° | Real San Jorge         | 2 : 3 | PSD Panteras           | Pedro Villalobos, Montelíbano          | 21 de agosto     | 14:00 |
| 23° | Atl. Nacional          | 2 : 0 | Alianza Vallenata      | Sede Deportiva, Guarne                 | 25 de agosto     | 09:00 |
| 23° | Deportivo Pereira      | 2 : 6 | Envigado FC            | La Siria, Pereira                      | 25 de agosto     | 11:00 |
| 23° | Alianza Petrolera      | 9 : 1 | Águilas Doradas        | Daniel Villa Zapata, Barrancabermeja   | 25 de agosto     | 13:00 |
| 23° | Alianza Plataneta      | 0 : 1 | Total Soccer           | Jhon Jairo Trellez, Turbo              | 25 de agosto     | 14:00 |
| 23° | Leones FC              | 0 : 1 | PSD Panteras           | Cosdecol, Bello                        | 27 de agosto     | 12:00 |
| 23° | Once Caldas            | 2 : 1 | Indep. Medellín        | Complejo Villa Diana, Villamaría       | 29 de agosto     | 14:00 |
| 23° | Real San Jorge         | 0 : 0 | La Cantera FC          | Pedro Villalobos, Montelíbano          | 18 de septiembre | 14:00 |
| 24° | Real San Jorge         | 2 : 0 | Leones FC              | Pedro Villalobos, Montelíbano          | 1 de septiembre  | 14:00 |
| 24° | Águilas Doradas        | 3 : 1 | Deportivo Pereira      | El Porvenir, Rionegro                  | 1 de septiembre  | 14:00 |
| 24° | PSD Panteras           | 2 : 2 | Alianza Petrolera      | Estadio Barbosa, Barbosa               | 1 de septiembre  | 15:00 |
| 24° | Alianza Vallenata      | 0 : 0 | Alianza Platanera      | Galo Celedón, Valledupar               | 1 de septiembre  | 16:00 |
| 24° | Envigado FC            | 1 : 5 | Once Caldas            | Polideportivo Sur, Envigado            | 2 de septiembre  | 11:00 |
| 24° | Total Soccer           | 2 : 0 | La Cantera FC          | Estadio de La Ceja                     | 2 de septiembre  | 13:00 |
| 24° | Juv. El Cortijo        | 0 : 5 | Atl. Nacional          | Arturo Cumplido Sierra, Sincelejo      | 2 de septiembre  | 15:00 |
| 25° | La Cantera FC          | 2 : 0 | Alianza Vallenata      | La Siria, Pereira                      | 7 de septiembre  | 10:00 |
| 25° | Deportivo Pereira      | 0 : 2 | PSD Panteras           | Complejo Cordep., Pereira              | 7 de septiembre  | 12:00 |
| 25° | Atlético Nacional      | 0 : 0 | Indep. Medellín        | Sede Deportiva, Guarne                 | 8 de septiembre  | 09:00 |
| 25° | Alianza Petrolera      | 1 : 2 | Leones FC              | Daniel Villa Zapata, Barrancabermeja   | 8 de septiembre  | 13:00 |
| 25° | Once Caldas            | 0 : 1 | Águilas Doradas        | Complejo Villa Diana, Villamaría       | 8 de septiembre  | 16:00 |
| 25° | Alianza Platanera      | 4 : 0 | Juv. El Cortijo        | Jhon Jairo Trellez, Apartadó           | 9 de septiembre  | 14:00 |
| 25° | Total Soccer           | 1 : 1 | Real San Jorge         | Estadio de La Ceja                     | 9 de septiembre  | 15:00 |
| 26° | Leones FC              | 0 : 0 | Deportivo Pereira      | Cosdecol, Bello                        | 14 de septiembre | 14:00 |
| 26° | PSD Panteras           | 0 : 1 | Once Caldas            | Villa Olímpica, Barbosa                | 15 de septiembre | 14:00 |
| 26° | Real San Jorge         | 1 : 0 | Alianza Petrolera      | Pedro Villalobos, Montelíbano          | 15 de septiembre | 15:00 |
| 26° | Envigado FC            | 0 : 1 | Atl. Nacional          | Polideportivo Sur, Envigado            | 15 de septiembre | 16:00 |
| 26° | Alianza Vallenata      | 2 : 0 | Total Soccer           | Galo Celedón, Valledupar               | 16 de septiembre | 14:00 |
| 26° | Juv. El Cortijo        | 1 : 0 | La Cantera FC          | Arturo Cumplido Sierra                 | 16 de septiembre | 15:00 |
| 26° | Indep. Medellín        | 3 : 0 | Alianza Platanera      | Tulio Ospina, Bello                    | 19 de septiembre | 09:30 |
| 27° | Atl. Nacional          | 0 : 0 | Águilas Doradas        | Sede Deportiva, Guarne                 | 22 de septiembre | 09:00 |
| 27° | Deportivo Pereira      | 2 : 3 | Alianza Petrolera      | Complejo Cordep., Pereira              | 22 de septiembre | 13:00 |
| 27° | Alianza Vallenata      | 2 : 1 | Real San Jorge         | Galo Celedon, Valledupar               | 22 de septiembre | 14:00 |
| 27° | Total Soccer           | 6 : 0 | Juv. El Cortijo        | Estadio de La Ceja                     | 23 de septiembre | 13:00 |
| 27° | Alianza Platanera      | 1 : 3 | Envigado FC            | Jhon Jairo Trellez, Turbo              | 23 de septiembre | 14:00 |
| 27° | Once Caldas            | 2 : 0 | Leones FC              | Complejo Villa Diana, Villamaría       | 23 de septiembre | 16:00 |
| 27° | La Cantera FC          | 0 : 1 | Indep. Medellín        | La Siria, Pereira                      | 24 de septiembre | 14:00 |
| 28° | Real San Jorge         | 0 : 1 | Deportivo Pereira      | Pedro Villalobos, Montelíbano          | 28 de septiembre | 10:00 |
| 28° | Envigado FC            | 0 : 0 | La Cantera             | Polideportivo Sur, Envigado            | 29 de septiembre | 11:00 |
| 28° | Indep. Medellín        | 1 : 0 | Total Soccer           | Marte N.º 1, Medellín                  | 29 de septiembre | 14:00 |
| 28° | Águilas Doradas        | 1 : 1 | Alianza Platanera      | El Porvenir, Rionegro                  | 29 de septiembre | 14:00 |
| 28° | PSD Panteras           | 0 : 4 | Atl. Nacional          | Villa Olímpica, Barbosa                | 29 de septiembre | 15:00 |
| 28° | Alianza Petrolera      | 2 : 5 | Once Caldas            | Daniel Villa Zapata, Barrancabermeja   | 30 de septiembre | 13:00 |
| 28° | Juv. El Cortijo        | 4 : 5 | Alianza Vallenata      | Arturo Cumplido Sierra, Sincelejo      | 30 de septiembre | 15:00 |
| 29° | La Cantera             | 0 : 2 | Águilas Doradas        | La Siria, Pereira                      | 5 de octubre     | 12:00 |
| 29° | Alianza Vallenata      | 1 : 1 | Indep. Medellín        | Galo Celedon, Valledupar               | 5 de octubre     | 14:00 |
| 29° | Atl. Nacional          | 0 : 1 | Leones FC              | Sede Deportiva, Guarne                 | 6 de octubre     | 09:00 |
| 29° | Total Soccer           | 3 : 1 | Envigado FC            | Estadio de La Ceja                     | 7 de octubre     | 13:00 |
| 29° | Juv. El Cortijo        | 2 : 2 | Real San Jorge         | Arturo Cumplido Sierra, Sincelejo      | 7 de octubre     | 15:00 |
| 29° | Alianza Platanera      | 3 : 1 | PSD Panteras           | Jhon Jairo Trellez, Apartadó           | 7 de octubre     | 15:00 |
| 29° | Once Caldas            | 3 : 1 | Deportivo Pereira      | Complejo Villa Diana, Villamaría       | 10 de octubre    | 13:00 |
| 30° | Leones FC              | 2 : 1 | Alianza Platanera      | Cosdecol, Bello                        | 12 de octubre    | 12:00 |
| 30° | Real San Jorge         | 0 : 2 | Once Caldas            | Pedro Villalobos, Montelíbano          | 14 de octubre    | 15:00 |
| 30° | PSD Panteras           | 1 : 0 | La Cantera             | Villa Olímpica, Barbosa                | 15 de octubre    | 14:00 |
| 30° | Envigado FC            | 3 : 0 | Alianza Vallenata      | El Dorado, Envigado                    | 17 de octubre    | 12:00 |
| 30° | Águilas Doradas        | 1 : 0 | Total Soccer           | El Porvenir, Rionegro                  | 17 de octubre    | 12:00 |
| 30° | Indep. Medellín        | 3 : 1 | Juv. El Cortijo        | Cancha Marte N.º 1, Medellín           | 17 de octubre    | 12:00 |
| 30° | Alianza Petrolera      | 1 : 2 | Atl. Nacional          | Daniel Villa Zapata, Barrancabermeja   | 17 de octubre    | 14:00 |

### Grupo C
| Pos | Equipos              | Pts | PJ | G  | E | P  | GF | GC | DIF |
| --- | -------------------- | --- | -- | -- | - | -- | -- | -- | --- |
| 1.  | Deportes Tolima      | 69  | 28 | 22 | 3 | 3  | 88 | 25 | 63  |
| 2.  | Deportivo Cali       | 61  | 28 | 18 | 7 | 3  | 77 | 28 | 49  |
| 3.  | América de Cali      | 57  | 28 | 18 | 3 | 7  | 71 | 30 | 41  |
| 4.  | Cortuluá             | 50  | 28 | 15 | 5 | 8  | 51 | 30 | 21  |
| 5.  | Deportivo Pasto      | 48  | 28 | 14 | 6 | 8  | 59 | 34 | 25  |
| 6.  | Universitario        | 48  | 28 | 13 | 9 | 6  | 44 | 23 | 21  |
| 7.  | Cyclones Cali        | 44  | 28 | 13 | 5 | 10 | 69 | 43 | 26  |
| 8.  | Atlético F. C.       | 38  | 28 | 10 | 8 | 10 | 43 | 43 | 0   |
| 9.  | Deportes Quindío     | 35  | 28 | 10 | 5 | 13 | 37 | 38 | -1  |
| 10. | Alianza Tolima       | 30  | 28 | 9  | 3 | 16 | 52 | 72 | -20 |
| 11. | Asociados Quindianos | 29  | 28 | 9  | 2 | 17 | 32 | 66 | -34 |
| 12. | Orsomarso            | 27  | 28 | 9  | 0 | 19 | 53 | 84 | -31 |
| 13. | Academia Tolimense   | 25  | 28 | 7  | 4 | 17 | 39 | 93 | -54 |
| 14. | River Soccer         | 21  | 28 | 6  | 3 | 19 | 34 | 72 | -38 |
| 15. | Amigos de El Espinal | 14  | 28 | 3  | 5 | 20 | 24 | 92 | -68 |

| 1°  | Atlético F.C         | 1 : 1  | Cyclones Cali        | Comfenalco Valle del Lilí, Cali       | 16 de marzo      | 10:00 |
| 1°  | Deportes Tolima      | 10 : 0 | Asociados Quindianos | Sede Deportiva, Ibagué                | 16 de marzo      | 15:00 |
| 1°  | Orsomarso            | 1 : 2  | Deportivo Cali       | Francisco Rivera Escobar, Palmira     | 17 de marzo      | 09:00 |
| 1°  | Amigos del Espinal   | 2 : 1  | Alianza Tolima       | Isaías Olivar, El Espinal             | 18 de marzo      | 15:30 |
| 1°  | Deportivo Pasto      | 4 : 0  | Club River Soccer    | Departamental Libertad, Pasto         | 19 de marzo      | 14:00 |
| 1°  | Quindío              | 1 : 0  | Cortuluá             | Comfandi Pance, Cali                  | 26 de abril      | 10:00 |
| 1°  | Universitario        | 6 : 0  | Academia Tolimense   | Estadio Comfandi, Cali                | 16 de junio      | 09:00 |
| 2°  | Deportes Quindío     | 0 : 1  | Deportes Tolima      | Comfandi Cancha N.º 12, Cali          | 23 de marzo      | 10:00 |
| 2°  | Deportivo Cali       | 3 : 0  | Atlético F. C.       | Sede Deportiva, Cali                  | 23 de marzo      | 11:00 |
| 2°  | Cyclones Cali        | 1 : 0  | Deportivo Pasto      | Comfandi, Cali                        | 24 de marzo      | 12:00 |
| 2°  | Aso. Quindianos      | 0 : 2  | Orsomarso            | Arpidio Mejía, La Tebaida             | 24 de marzo      | 13:00 |
| 2°  | Alianza Tolima       | 4 : 3  | Universiario         | Polideportivo 14 de octubre, Ibagué   | 25 de marzo      | 12:00 |
| 2°  | River Soccer         | 2 : 1  | Amigos del Espinal   | Polideportivo 14 de octubre, Ibagué   | 25 de marzo      | 14:00 |
| 2°  | Aca. Tolimense       | 0 : 10 | América de Cali      | Polideportivo 14 de octubre, Ibagué   | 25 de marzo      | 16:00 |
| 3°  | Orsomarso SC         | 0 : 2  | Deportes Quindío     | Sede Águila Roja, Cali                | 31 de marzo      | 10:00 |
| 3°  | América              | 5 : 0  | Alianza Tolima       | Sede Deportiva, Cali                  | 31 de marzo      | 10:00 |
| 3°  | Deportes Tolima      | 2 : 1  | Cortulua             | Sede Deportiva, Ibagué                | 31 de marzo      | 15:00 |
| 3°  | Amigos del Espinal   | 2 : 1  | Cyclones             | Isaías Olivar, El Espinal             | 1 de abril       | 15:15 |
| 3°  | Deportivo Pasto      | 1 : 2  | Deportivo Cali       | Departamental Libertad, Pasto         | 1 de abril       | 16:00 |
| 3°  | Universitario        | 1 : 1  | River Soccer         | Comfandi N.º 12 Pance, Cali           | 2 de abril       | 10:00 |
| 3°  | Atlético F. C.       | 3 : 0  | Asociados Quindianos | Comfenalco Valle del Lilí, Cali       | 2 de abril       | 10:00 |
| 4°  | Cortuluá             | 7 : 1  | Acá. Tolimense       | Tres Esquinas, Tuluá                  | 6 de abril       | 11:00 |
| 4°  | Deportivo Cali       | 2 : 1  | Amigos del Espinal   | Sede Deportiva, Cali                  | 6 de abril       | 13:00 |
| 4°  | Deportes Tolima      | 3 : 1  | Orsomarso SC         | Sede Deportiva, Ibagué                | 6 de abril       | 15:00 |
| 4°  | Cyclones Cali        | 0 : 1  | Universitario        | Comfandi, Cali                        | 7 de abril       | 10:00 |
| 4°  | Asociados Quindianos | 0 : 3  | Deportivo Pasto      | Arpidio Mejia, La Tebaida             | 7 de abril       | 13:00 |
| 4°  | River Soccer         | 1 : 4  | América              | Polideportivo 14 de octubre, Ibagué   | 8 de abril       | 16:00 |
| 4°  | Deportes Quindío     | 0 : 1  | Atlético F. C.       | Comfandi Pance, Cali                  | 9 de abril       | 10:00 |
| 5°  | Atlético F. C.       | 0 : 1  | Deportes Tolima      | Comfenalco Valle del Lilí, Cali       | 13 de abril      | 13:00 |
| 5°  | América de Cali      | 3 : 2  | Cyclones Cali        | Sede Deportiva, Cali                  | 14 de abril      | 14:00 |
| 5°  | Aca. Tolimense       | 3 : 1  | Alianza Tolima       | 14 de octubre, Ibagué                 | 15 de abril      | 14:00 |
| 5°  | Amigos del Espinal   | 2 : 3  | Aso. Quindianos      | Isaías Olivar, El Espinal             | 15 de abril      | 15:30 |
| 5°  | Universitario        | 1 : 1  | Deportivo Cali       | Comfandi Pance, Cali                  | 16 de abril      | 10:00 |
| 5°  | Orsomarso SC         | 1 : 2  | Cortuluá             | Club Shalon, Cali                     | 16 de abril      | 10:00 |
| 5°  | Deportivo Pasto      | 3 : 1  | Deportes Quindío     | Departamental Libertad, Pasto         | 16 de abril      | 12:00 |
| 6°  | Deportivo Cali       | 1 : 2  | América de Cali      | Sede Deportiva, Cali                  | 20 de abril      | 11:00 |
| 6°  | Deportes Tolima      | 4 : 1  | Deportivo Pasto      | Sede Deportiva, Ibagué                | 20 de abril      | 15:00 |
| 6°  | Cortuluá             | 2 : 1  | Alianza Tolima       | Sede Deportiva, Tuluá                 | 21 de abril      | 11:00 |
| 6°  | River Soccer         | 1 : 2  | Aca. Tolimense       | Municipal de Alvarado                 | 21 de abril      | 12:00 |
| 6°  | Aso. Quindianos      | 2 : 1  | Universitario        | Arpidio Mejía, La Tebaida             | 21 de abril      | 13:00 |
| 6°  | Orsomarso SC         | 0 : 1  | Atlético F. C.       | Sede Águila Roja, Cali                | 23 de abril      | 10:00 |
| 6°  | Deportes Quindío     | 3 : 0  | Amigos del Espinal   | Comfandi Pance Cancha N.º 12, Cali    | 23 de abril      | 14:00 |
| 7°  | América de Cali      | 4 : 0  | Aso. Quindianos      | Sede Deportiva, Cali                  | 27 de abril      | 11:00 |
| 7°  | Acá. Tolimense       | 2 : 4  | Cyclones Cali        | 14 de octubre, Tuluá                  | 29 de abril      | 12:00 |
| 7°  | Amigos del Espinal   | 0 : 1  | Deportes Tolima      | Isaías Olivar, El Espinal             | 29 de abril      | 15:30 |
| 7°  | Alianza Tolima       | 1 : 4  | River Soccer         | 14 de octubre, Ibagué                 | 29 de abril      | 16:00 |
| 7°  | Universitario        | 2 : 0  | Deportes Quindío     | Comfandi Cancha N.º 12 Pance, Cali    | 30 de abril      | 10:00 |
| 7°  | Deportivo Pasto      | 4 : 2  | Orsomarso            | Departamental Libertad, Pasto         | 30 de abril      | 13:00 |
| 7°  | Atlético F. C.       | 1 : 1  | Cortuluá             | Comfenalco Valle del Lilí, Cali       | 1 de mayo        | 11:00 |
| 8°  | Orsomarso SC         | 5 : 2  | Amigos del Espinal   | Sede Águila Roja, Cali                | 4 de mayo        | 10:00 |
| 8°  | Deportivo Cali       | 3 : 0  | Aca. Tolimense       | Sede Deportiva, Cali                  | 4 de mayo        | 13:00 |
| 8°  | Deportes Tolima      | 0 : 0  | Universitario        | Sede Deportiva, Ibagué                | 4 de mayo        | 15:00 |
| 8°  | Cortuluá             | 2 : 1  | River Soccer         | Sede Deportiva, Tuluá                 | 5 de mayo        | 11:00 |
| 8°  | Cyclones Cali        | 1 : 3  | Alianza Tolima       | Comfandi, Cali                        | 5 de mayo        | 14:00 |
| 8°  | Deportes Quindío     | 1 : 0  | América de Cali      | Comfandi Cancha N.º 12, Cali          | 7 de mayo        | 10:00 |
| 8°  | Atlético F. C.       | 1 : 2  | Deportivo Pasto      | Comfenalco Cañasgordas, Cali          | 15 de junio      | 11:00 |
| 9°  | América de Cali      | 2 : 3  | Deportes Tolima      | Sede Deportiva, Cali                  | 12 de mayo       | 09:00 |
| 9°  | Universitario        | 0 : 1  | Orsomarso SC         | Comfandi Pance, Cali                  | 12 de mayo       | 10:00 |
| 9°  | Amigos del Espinal   | 0 : 2  | Atlético F. C.       | Isaías Bolívar, El Espinal            | 13 de mayo       | 15:30 |
| 9°  | Aca. Tolimense       | 3 : 2  | Asoc. Quindianos     | 14 de octubre, Ibagué                 | 13 de mayo       | 16:00 |
| 9°  | Deportivo Pasto      | 1 : 0  | Cortuluá             | Estadio Departamental Libertad, Pasto | 14 de mayo       | 12:30 |
| 9°  | River Soccer         | 0 : 3  | Cyclones Cali        | 14 de octubre, Ibagué                 | 14 de mayo       | 14:00 |
| 9°  | Alianza Tolima       | 1 : 2  | Deportivo Cali       | 14 de octubre, Ibagué                 | 14 de mayo       | 16:00 |
| 10° | Atlético F. C.       | 1 : 1  | Universitario        | Club Deportivo Cañas Gordas, Cali     | 18 de mayo       | 11:00 |
| 10° | Cortuluá             | 1 : 0  | Cyclones Cali        | Sede Deportiva, Tuluá                 | 19 de mayo       | 09:00 |
| 10° | Deportivo Cali       | 7 : 0  | River Soccer         | Sede Deportivo, Cali                  | 19 de mayo       | 10:00 |
| 10° | Deportes Quindío     | 2 : 2  | Aca. Tolimense       | Comfandi Pance, Cali                  | 19 de mayo       | 10:00 |
| 10° | Deportivo Pasto      | 6 : 0  | Amigos del Espinal   | Departamental Libertad, Pasto         | 19 de mayo       | 11:00 |
| 10° | Orsomarso SC         | 0 : 2  | América de Cali      | Sede Deportiva, Cali                  | 21 de mayo       | 10:00 |
| 10° | Aso. Quindianos      | 1 : 1  | Alianza Tolima       | Arpidio Mejia, La Tebaida             | 21 de mayo       | 14:00 |
| 11° | América de Cali      | 2 : 3  | Atlético FC          | Sede Deportiva, Cali                  | 25 de mayo       | 09:00 |
| 11° | Cyclones Cali        | 0 : 3  | Deportivo Cali       | Comfandi Pance, Cali                  | 26 de mayo       | 10:00 |
| 11° | Alianza Tolima       | 0 : 0  | Deportes Quindío     | 14 de octubre, Ibagué                 | 26 de mayo       | 10:00 |
| 11° | Amigos del Espinal   | 1 : 5  | Cortuluá             | Isaías Bolívar, El Espinal            | 26 de mayo       | 11:00 |
| 11° | Universitario        | 0 : 0  | Deportivo Pasto      | Comfandi Pance N.º 12, Cali           | 26 de mayo       | 12:00 |
| 11° | Aca. Tolimense       | 0 : 6  | Deportes Tolima      | 14 de octubre, Ibagué                 | 26 de mayo       | 12:00 |
| 11° | River Soccer         | 1 : 5  | Aso. Quindianos      | 14 de octubre, Ibagué                 | 17 de junio      | 14:00 |
| 12° | Deportes Quindío     | 2 : 0  | River Soccer         | Comfandi Pance N.º 2, Cali            | 1 de junio       | 10:00 |
| 12° | Orsomarso SC         | 3 : 1  | Aca. Tolimense       | Sede Águila Roja, Candelaria          | 1 de junio       | 10:00 |
| 12° | Deportes Tolima      | 2 : 0  | Alianza Tolima       | Sede Deportivo, Ibagué                | 1 de junio       | 15:00 |
| 12° | Cortuluá             | 1 : 1  | Deportivo Cali       | Hernando Azcarate Martínez, Buga      | 2 de junio       | 10:00 |
| 12° | Aso. Quindianos      | 1 : 0  | Cyclones Cali        | Arpidio Mejía, La Tebaida             | 2 de junio       | 11:30 |
| 12° | Deportivo Pasto      | 0 : 1  | América de Cali      | Departamental Libertad, Pasto         | 2 de junio       | 12:00 |
| 12° | Amigos del Espinal   | 0 : 1  | Universitario        | Isaías Bolívar, El Espinal            | 3 de junio       | 15:30 |
| 13° | América de Cali      | 1 : 1  | Amigos del Espinal   | Sede Deportiva, Cali                  | 8 de junio       | 09:00 |
| 13° | Universitario        | 0 : 0  | Cortuluá             | Sede Comfandi Pance, Cali             | 8 de junio       | 10:00 |
| 13° | Deportivo Cali       | 6 : 1  | Aso. Quindianos      | Sede Deportiva, Cali                  | 8 de junio       | 13:00 |
| 13° | Aca. Tolimense       | 0 : 6  | Atlético FC          | Municipal de Alvarado                 | 9 de junio       | 10:00 |
| 13° | Cyclones Cali        | 2 : 0  | Deportes Quindío     | Comfandi Pance, Cali                  | 9 de junio       | 10:00 |
| 13° | Alianza Tolima       | 4 : 5  | Orsomarso SC         | 14 de Octubre, Ibagué                 | 10 de junio      | 14:00 |
| 13° | River Soccer         | 0 : 2  | Deportes Tolima      | 14 de Octubre, Ibagué                 | 10 de junio      | 16:00 |
| 14° | Cortulua             | 1 : 2  | Aso. Quindianos      | Tres Esquinas, Tuluá                  | 22 de junio      | 11:00 |
| 14° | Universitario        | 1 : 0  | América de Cali      | Comfandi Pance N.º 15, Cali           | 22 de junio      | 13:30 |
| 14° | Deportes Tolima      | 2 : 2  | Cyclones Cali        | Sede Deportiva, Ibagué                | 22 de junio      | 15:00 |
| 14° | Deportes Quindío     | 1 : 3  | Deportivo Cali       | Comfandi Pance N.º 15, Cali           | 22 de junio      | 15:30 |
| 14° | Orsomarso SC         | 6 : 2  | River Soccer         | Francisco Rivera Escobar, Palmira     | 23 de junio      | 09:00 |
| 14° | Atlético FC          | 4 : 3  | Alianza Tolima       | Francisco Rivera Escobar, Palmira     | 23 de junio      | 11:00 |
| 14° | Deportivo Pasto      | 0 : 0  | Aca. Tolimense       | Departamental Libertad, Pasto         | 23 de junio      | 11:00 |
| 15° | Deportivo Cali       | 2 : 1  | Deportes Tolima      | Sede Deportiva, Cali                  | 30 de junio      | 09:00 |
| 15° | Cyclones Cali        | 4 : 2  | Orsomarso SC         | Comfandi, Cali                        | 30 de junio      | 10:00 |
| 15° | Alianza Tolima       | 3 : 2  | Deportivo Pasto      | Municipal de Lérida                   | 30 de junio      | 10:00 |
| 15° | Aso. Quindianos      | 1 : 1  | Deportes Quindío     | Arpidio Mejía, La Tebaida             | 30 de junio      | 11:30 |
| 15° | Aca. Tolimense       | 3 : 0  | Amigos del Espinal   | 14 de Octubre, Ibagué                 | 1 de julio       | 10:00 |
| 15° | River Soccer         | 1 : 1  | Atlético FC          | 14 de Octubre, Ibagué                 | 2 de julio       | 10:00 |
| 15° | América de Cali      | 1 : 2  | Cortuluá             | Sede Deportivo, Cali                  | 2 de julio       | 11:00 |
| 16° | Cortuluá             | 0 : 0  | Deportes Quindío     | Sede Tres Esquinas, Tuluá             | 6 de julio       | 09:00 |
| 16° | River Soccer         | 2 : 4  | Deportivo Pasto      | 14 de Octubre, Ibagué                 | 6 de julio       | 10:00 |
| 16° | Deportivo Cali       | 5 : 0  | Orsomarso SC         | Sede Campestre, Cali                  | 7 de julio       | 09:00 |
| 16° | Cyclones Cali        | 3 : 0  | Atlético FC          | Comfandi, Cali                        | 7 de julio       | 10:00 |
| 16° | Aso. Quindianos      | 1 : 2  | Deportes Tolima      | Arpidio Mejía, La Tebaida             | 7 de julio       | 11:30 |
| 16° | Aca. Tolimense       | 3 : 3  | Universitario        | 14 de octubre, Ibagué                 | 8 de julio       | 10:05 |
| 16° | Alianza Tolima       | 7 : 0  | Amigos del Espinal   | 14 de octubre, Ibagué                 | 8 de julio       | 16:00 |
| 17° | Atlético FC          | 1 : 1  | Deportivo Cali       | Cacique Jamundí                       | 13 de julio      | 10:00 |
| 17° | Universitario        | 2 : 1  | Alianza Tolima       | Comdandi Pance, Cali                  | 13 de julio      | 10:00 |
| 17° | América de Cali      | 5 : 1  | Aca. Tolimense       | Sede Deportiva, Cali                  | 13 de julio      | 13:00 |
| 17° | Deportes Tolima      | 1 : 0  | Deportes Quindío     | Sede Deportiva, Ibagué                | 13 de julio      | 15:00 |
| 17° | Deportivo Pasto      | 3 : 3  | Cyclones Cali        | La Gran Estación, Pasto               | 14 de julio      | 11:00 |
| 17° | Orsomarso SC         | 3 : 2  | Aso. Quindianos      | Sede Águila Roja, Cali                | 14 de julio      | 11:30 |
| 17° | Amigos del Espinal   | 1 : 1  | River Soccer         | Isaias Bolívar, El Espinal            | 14 de julio      | 15:30 |
| 18° | Deportes Quindío     | 1 : 2  | Orsomarso SC         | Comfandi Pance Cancha N.º 12, Cali    | 20 de julio      | 10:00 |
| 18° | Cyclones Cali        | 11 : 0 | Amigos del Espinal   | Comfandi Pance, Cali                  | 20 de julio      | 10:00 |
| 18° | Cortuluá             | 2 : 1  | Deportes Tolima      | Tres Esquinas, Tuluá                  | 21 de julio      | 10:00 |
| 18° | Deportivo Cali       | 2 : 2  | Deportivo Pasto      | Sede Campestre, Cali                  | 21 de julio      | 11:00 |
| 18° | Aso. Quindianos      | 1 : 0  | Atlético FC          | Arpidio Mejia, La Tebaida             | 21 de julio      | 13:30 |
| 18° | River Soccer         | 0 : 2  | Universitario        | 14 de octubre, Ibagué                 | 22 de julio      | 14:00 |
| 18° | Alianza Tolima       | 2 : 3  | América de Cali      | 14 de octubre, Ibagué                 | 22 de julio      | 16:00 |
| 19° | Atlético FC          | 1 : 2  | \|Deportes Quindío   | Cacique, Jamundí                      | 27 de julio      | 10:00 |
| 19° | Universitario        | 0 : 1  | Cyclones Cali        | Comfandi Pance, Cali                  | 28 de julio      | 10:00 |
| 19° | Deportivo Pasto      | 4 : 0  | Aso. Quindianos      | Departamental Libertad, Pasto         | 28 de julio      | 12:00 |
| 19° | América de Cali      | 3 : 1  | River Soccer         | Sede Deportiva, Cali                  | 28 de julio      | 12:00 |
| 19° | Orsomarso SC         | 0 : 3  | Deportes Tolima      | Sede Deportiva, Palmira               | 29 de julio      | 10:00 |
| 19° | Amigos del Espinal   | 0 : 0  | Deportivo Cali       | Isaias Bolívar, El Espinal            | 29 de julio      | 15:30 |
| 19° | Aca. Tolimense       | 2 : 1  | Cortuluá             | 14 de Octubre, Ibagué                 | 9 de agosto      | 10:00 |
| 20° | Deportivo Cali       | 1 : 1  | Universitario        | Sede Deportiva, Cali                  | 3 de agosto      | 09:00 |
| 20° | Cortuluá             | 6 : 2  | Orsomarso SC         | Sede Deportiva, Tuluá                 | 3 de agosto      | 10:00 |
| 20° | Aso. Quindianos      | 2 : 0  | Amigos del Espinal   | Arpidio Mejía, La Tebaida             | 3 de agosto      | 11:30 |
| 20° | Deportes Tolima      | 5 : 0  | Atlético FC          | Sede Deportiva, Ibagué                | 3 de agosto      | 15:00 |
| 20° | Deportes Quindío     | 1 : 2  | Deportivo Pasto      | Comfandi Cancha N.º 12, Cali          | 4 de agosto      | 10:00 |
| 20° | Cyclones Cali        | 1 : 3  | América de Cali      | Comfandi, Cali                        | 4 de agosto      | 10:00 |
| 20° | Alianza Tolima       | 1 : 0  | Aca. Tolimense       | 14 de Octubre, Ibagué                 | 4 de agosto      | 12:00 |
| 21° | Atlético FC          | 3 : 2  | Orsomarso SC         | Club de la CVC, Cali                  | 10 de agosto     | 10:00 |
| 21° | Universitario        | 1 : 0  | Aso. Quindianos      | Comfandi Pance Cancha 15, Cali        | 10 de agosto     | 11:00 |
| 21° | América de Cali      | 2 : 2  | Deportivo Cali       | Sede Deportiva, Cali                  | 11 de agosto     | 09:00 |
| 21° | Alianza Tolima       | 3 : 2  | Cortuluá             | 14 de Octubre, Ibagué                 | 11 de agosto     | 10:00 |
| 21° | Deportivo Pasto      | 1 : 1  | Deportes Tolima      | Departamental Libertad, Pasto         | 11 de agosto     | 11:00 |
| 21° | Aca. Tolimense       | 1 : 4  | River Soccer         | 14 de Octubre, Ibagué                 | 12 de agosto     | 14:05 |
| 21° | Amigos del Espinal   | 1 : 3  | Deportes Quindío     | Isaias Bolívar, El Espinal            | 12 de agosto     | 15:30 |
| 22° | Cortuluá             | 2 : 0  | Atlético FC          | Sede Tres Esquinas, Tuluá             | 17 de agosto     | 10:00 |
| 22° | Deportes Tolima      | 9 : 0  | Amigos del Espinal   | Sede Deportiva, Ibagué                | 17 de agosto     | 16:00 |
| 22° | Cyclones Cali        | 3 : 0  | Aca. Tolimense       | Sede Deportiva La Troja, Cali         | 18 de agosto     | 10:00 |
| 22° | Aso. Quindianos      | 1 : 2  | América de Cali      | Arpidio Mejía, La Tebaida             | 18 de agosto     | 11:00 |
| 22° | Orsomarso SC         | 3 : 2  | Deportivo Pasto      | Sede Águila Roja, Cali                | 18 de agosto     | 16:00 |
| 22° | River Soccer         | 2 : 1  | Alianza Tolima       | 14 de Octubre, Ibagué                 | 19 de agosto     | 14:00 |
| 22° | Deportes Quindío     | 1 : 2  | Universitario        | Comfandi Pance, Cali                  | 21 de agosto     | 10:00 |
| 23° | Universitario        | 2 : 1  | Deportes Tolima      | Comfandi Pance, Cali                  | 25 de agosto     | 10:00 |
| 23° | Deportivo Pasto      | 2 : 0  | Atlético FC          | Departamental Libertad, Pasto         | 25 de agosto     | 14:00 |
| 23° | Alianza Tolima       | 2 : 2  | Cyclones Cali        | 14 de Octubre, Ibagué                 | 25 de agosto     | 12:00 |
| 23° | Amigos del Espinal   | 3 : 2  | Orsomarso SC         | Isaias Bolívar, El Espinal            | 25 de agosto     | 15:30 |
| 23° | América de Cali      | 1 : 1  | Deportes Quindío     | Sede Deportiva, Cali                  | 26 de agosto     | 10:00 |
| 23° | Aca. Tolimense       | 4 : 5  | Deportivo Cali       | 14 de Octubre, Ibagué                 | 26 de agosto     | 10:00 |
| 23° | River Soccer         | 2 : 0  | Cortuluá             | 14 de Octubre, Ibagué                 | 26 de agosto     | 16:00 |
| 24° | Atlético FC          | 4 : 4  | Amigos del Espinal   | Club de la CVC, Cali                  | 31 de agosto     | 11:00 |
| 24° | Aso. Quindianos      | 2 : 0  | Aca. Tolimense       | Arpidio Mejía, La Tebaida             | 31 de agosto     | 11:00 |
| 24° | Cortuluá             | 2 : 1  | Deportivo Pasto      | Sede Tres Esquinas, Tuluá             | 1 de septiembre  | 10:00 |
| 24° | Orsomarso SC         | 1 : 3  | Universitario        | Sede Águilas Roja, Cali               | 1 de septiembre  | 10:00 |
| 24° | Cyclones Cali        | 4 : 0  | River Soccer         | Comfandi Pance, Cali                  | 1 de septiembre  | 16:00 |
| 24° | Deportivo Cali       | 8 : 0  | Alianza Tolima       | Sede Deportiva, Cali                  | 3 de septiembre  | 13:00 |
| 24° | Deportes Tolima      | 2 : 1  | América de Cali      | Sede Deportiva, Ibagué                | 3 de septiembre  | 15:00 |
| 25° | Alianza Tolima       | 2 : 1  | Aso. Quindianos      | 14 de Octubre, Ibagué                 | 7 de septiembre  | 10:00 |
| 25° | Universitario        | 1 : 1  | Atlético FC          | Comfandi Pance, Cali                  | 7 de septiembre  | 10:00 |
| 25° | Cyclones Cali        | 1 : 1  | Cortuluá             | Comfandi, Cali                        | 8 de septiembre  | 10:00 |
| 25° | River Soccer         | 2 : 3  | Deportivo Cali       | 14 de Octubre, Ibagué                 | 8 de septiembre  | 10:00 |
| 25° | América de Cali      | 6 : 1  | Orsomarso SC         | Sede Deportiva, Cali                  | 8 de septiembre  | 10:00 |
| 25° | Aca. Tolimense       | 0 : 3  | Deportes Quindío     | Municipal de Alvarado                 | 8 de septiembre  | 14:05 |
| 25° | Amigos del Espinal   | 1 : 1  | Deportivo Pasto      | Isaias Bolívar, El Espinal            | 9 de septiembre  | 15:30 |
| 26° | Cortuluá             | 6 : 0  | Amigos del Espinal   | Sede Deportiva, Tuluá                 | 14 de septiembre | 11:00 |
| 26° | Deportivo Cali       | 3 : 0  | Cyclones Cali        | Sede Campestre, Cali                  | 15 de septiembre | 10:00 |
| 26° | Deportivo Pasto      | 2 : 1  | Universitario        | Departamental Libertad, Pasto         | 15 de septiembre | 13:00 |
| 26° | Atlético FC          | 1 : 3  | América de Cali      | Club de la CVC, Cali                  | 19 de septiembre | 10:00 |
| 26° | Aso. Quindianos      | 1 : 0  | River Soccer         | Arpidio Mejía, La Tebaida             | 26 de septiembre | 11:00 |
| 26° | Deportes Tolima      | 8 : 1  | Aca. Tolimense       | Sede Deportiva, Ibagué                | 26 de septiembre | 15:00 |
| 26° | Deportes Quindío     | 1 : 2  | Alianza Tolima       | Comfandi Pance Cancha 15, Cali        | 3 de octubre     | 10:00 |
| 27° | Universitario        | 5 : 0  | Amigos del Espinal   | Comfandi Pance, Cali                  | 21 de septiembre | 10:00 |
| 27° | Alianza Tolima       | 4 : 6  | Deportes Tolima      | 14 de Octubre, Ibagué                 | 21 de septiembre | 10:00 |
| 27° | Cyclones Cali        | 2 : 0  | Aso. Quindianos      | Comfandi, Cali                        | 21 de septiembre | 11:00 |
| 27° | Deportivo Cali       | 0 : 1  | Cortuluá             | Sede Deportiva, Cali                  | 21 de septiembre | 13:00 |
| 27° | América de Cali      | 2 : 0  | Deportivo Pasto      | Sede Deportiva, Cali                  | 22 de septiembre | 11:00 |
| 27° | River Soccer         | 2 : 4  | Deportes Quindío     | 14 de Octubre, Ibagué                 | 22 de septiembre | 12:00 |
| 27° | Aca. Tolimense       | 5 : 3  | Orsomarso SC         | 14 de Octubre, Ibagué                 | 23 de septiembre | 14:05 |
| 28° | Cortuluá             | 0 : 3  | Universitario        | Tres Esquinas, Tuluá                  | 28 de septiembre | 10:00 |
| 28° | Atlético FC          | 1 : 1  | Aca. Tolimense       | Club de la C.V.C., Cali               | 28 de septiembre | 11:00 |
| 28° | Deportes Quindío     | 1 : 5  | Cyclones Cali        | La Troja, Cali                        | 28 de septiembre | 11:00 |
| 28° | Deportes Tolima      | 3 : 0  | River Soccer         | Sede Deportiva, Ibagué                | 29 de septiembre | 09:00 |
| 28° | Aso. Quindianos      | 1 : 6  | Deportivo Cali       | Arpidio Mejía, La Tebaida             | 29 de septiembre | 11:00 |
| 28° | Amigos del Espinal   | 0 : 2  | América de Cali      | Isaias Bolívar, El Espinal            | 30 de septiembre | 15:30 |
| 28° | Orsomarso SC         | 1 : 3  | Alianza Tolima       | Sede Deportiva, Palmira               | 2 de octubre     | 10:30 |
| 29° | River Soccer         | 4 : 0  | Orsomarso SC         | 14 de Octubre, Ibagué                 | 5 de octubre     | 08:30 |
| 29° | Cyclones Cali        | 3 : 5  | Deportes Tolima      | Comfandi, Cali                        | 6 de octubre     | 10:00 |
| 29° | Deportivo Cali       | 2 : 0  | Deportes Quindío     | Sede Deportiva, Cali                  | 6 de octubre     | 10:00 |
| 29° | Aca. Tolimense       | 1 : 2  | Deportivo Pasto      | 14 de Octubre, Ibagué                 | 6 de octubre     | 11:05 |
| 29° | Alianza Tolima       | 1 : 2  | Atlético FC          | 14 de Octubre, Ibagué                 | 6 de octubre     | 15:00 |
| 29° | América de Cali      | 1 : 0  | Universitario        | Sede Deportiva, Cali                  | 9 de octubre     | 09:00 |
| 29° | Aso. Quindianos      | 0 : 1  | Cortuluá             | Arpidio Mejía, La Tebaida             | 9 de octubre     | 12:00 |
| 30° | Deportes Quindío     | 5 : 2  | Aso. Quindianos      | Sede Deportiva La Troja, Cali         | 12 de octubre    | 11:00 |
| 30° | Atlético FC          | 4 : 0  | River Soccer         | Club CVC, Cali                        | 12 de octubre    | 11:00 |
| 30° | Deportes Tolima      | 3 : 1  | Deportivo Cali       | Sede Deportiva, Ibagué                | 12 de octubre    | 15:00 |
| 30° | Orsomarso SC         | 4 : 9  | Cyclones Cali        | Francisco Rivera, Palmira             | 13 de octubre    | 10:00 |
| 30° | Deportivo Pasto      | 6 : 0  | Alianza Tolima       | Departamental Libertad, Pasto         | 13 de octubre    | 14:00 |
| 30° | Cortuluá             | 2 : 1  | América de Cali      | Sede Tres Esquinas, Tuluá             | 13 de octubre    | 14:00 |
| 30° | Amigos del Espinal   | 2 : 3  | Aca. Tolimense       | Isaías Bolívar, El Espinal            | 13 de octubre    | 15:30 |

### Grupo D
| Pos | Equipos              | Pts | PJ | G  | E | P  | GF | GC | DIF |
| --- | -------------------- | --- | -- | -- | - | -- | -- | -- | --- |
| 1.  | Junior               | 62  | 28 | 19 | 5 | 4  | 60 | 16 | 44  |
| 2.  | Cúcuta Deportivo     | 62  | 28 | 19 | 5 | 4  | 65 | 25 | 40  |
| 3.  | Valledupar F. C.     | 51  | 28 | 16 | 3 | 9  | 50 | 31 | 19  |
| 4.  | Barranquilla F. C.   | 49  | 28 | 15 | 4 | 9  | 56 | 38 | 18  |
| 5.  | Deportivo Galapa     | 47  | 28 | 15 | 2 | 11 | 52 | 54 | -2  |
| 6.  | Atlético Bucaramanga | 46  | 28 | 13 | 7 | 8  | 50 | 39 | 11  |
| 7.  | Unión Magdalena      | 44  | 28 | 13 | 5 | 10 | 54 | 36 | 18  |
| 8.  | Jaguares             | 43  | 28 | 13 | 4 | 11 | 54 | 48 | 6   |
| 9.  | Real Santander       | 37  | 28 | 11 | 4 | 13 | 38 | 50 | -12 |
| 10. | Costa Azul           | 33  | 28 | 10 | 3 | 15 | 36 | 48 | -12 |
| 11. | F. C. Bastidas       | 27  | 28 | 7  | 6 | 15 | 28 | 46 | -18 |
| 12. | Real Sabanalarga     | 26  | 28 | 7  | 5 | 16 | 36 | 66 | -30 |
| 13. | Real Cartagena       | 24  | 28 | 6  | 6 | 16 | 40 | 61 | -21 |
| 14. | Amigos de la Pecosa  | 21  | 28 | 4  | 9 | 15 | 42 | 67 | -25 |
| 15. | Unión Delta          | 20  | 28 | 5  | 6 | 17 | 38 | 74 | -36 |

| 1°  | Junior              | 5 : 1 | Union Delta          | Cancha Bombona, Malambo                    | 17 de marzo      | 10:00 |
| 1°  | Real Santander      | 1 : 0 | Costa Azul           | Álvaro Gómez Hurtado, Floridablanca        | 17 de marzo      | 15:00 |
| 1°  | Valledupar          | 3 : 0 | Amigos De La Pecosa  | Polideportivo Ms Constructores, Valledupar | 17 de marzo      | 15:00 |
| 1°  | Jaguares            | 2 : 2 | Atlético Bucaramanga | Alberto Saibis Saker, Cereté               | 18 de marzo      | 15:00 |
| 1°  | Barranquilla        | 1 : 1 | F.C Bastidas         | Cancha Bombona, Malambo                    | 19 de marzo      | 10:00 |
| 1°  | Real Cartagena      | 5 : 0 | Real Sabanalarga     | Cancha San Fernando, Cartagena             | 19 de marzo      | 12:00 |
| 1°  | Union Magdalena     | 2 : 0 | Deportivo Galapa     | Estadio de Ciénaga, Ciénaga                | 21 de marzo      | 13:00 |
| 2°  | Junior              | 2 : 0 | Barranquilla F. C.   | Sede Bombona, Malambo                      | 23 de marzo      | 09:00 |
| 2°  | Unión Delta         | 0 : 1 | Atl. Bucaramanga     | Polideportivo de Galapa                    | 24 de marzo      | 14:00 |
| 2°  | Costa Azul          | 1 : 1 | Valledupar F. C.     | Lulio González, Puerto Colombia            | 24 de marzo      | 15:00 |
| 2°  | Real Sabanalarga    | 2 : 1 | Real Santander       | Marcos Henríquez, Sabanalarga              | 24 de marzo      | 15:15 |
| 2°  | Deportivo Galapa    | 2 : 1 | Real Cartagena       | Polideportivo de Galapa                    | 25 de marzo      | 11:00 |
| 2°  | Amigos de La Pecosa | 0 : 2 | Cúcuta Deportivo     | Gran Colombiano, Villa del Rosario         | 25 de marzo      | 15:00 |
| 2°  | F. C. Bastidas      | 3 : 1 | Unión Magdalena      | La Castellana, Santa Marta                 | 25 de marzo      | 15:00 |
| 3°  | Unión Magdalena     | 0 : 0 | Junior               | Sede Bombona, Malambo                      | 31 de marzo      | 10:00 |
| 3°  | Real Cartagena      | 4 : 0 | F. C. Bastidas       | San Fernando, Cartagena                    | 31 de marzo      | 14:00 |
| 3°  | Real Santander      | 3 : 2 | Deportivo Galapa     | Álvaro Gómez Hurtado, Floridablanca        | 1 de abril       | 14:00 |
| 3°  | Valledupar F. C.    | 5 : 1 | Real Sabanalarga     | Polideportivo MS, Valledupar               | 1 de abril       | 15:00 |
| 3°  | Cúcuta Deportivo    | 2 : 0 | Costa Azul           | General Santander, Cúcuta                  | 1 de abril       | 15:00 |
| 3°  | Barranquilla F. C.  | 5 : 1 | Unión Delta          | Sede Bombona, Malambo                      | 2 de abril       | 15:00 |
| 3°  | Jaguares            | 3 : 2 | Amigos La Pecosa     | Alberto Saibis Saker, Cereté               | 2 de abril       | 15:00 |
| 4°  | Deportivo Galapa    | 0 : 1 | Valledupar F. C.     | Polideportivo de Galapa                    | 7 de abril       | 11:00 |
| 4°  | Junior              | 3 : 0 | Real Cartagena       | Bombona, Malambo                           | 7 de abril       | 11:00 |
| 4°  | Costa Azul          | 3 : 2 | Jaguares             | Lulio Gonzalez, Puerto Colombia            | 7 de abril       | 15:00 |
| 4°  | Real Sabanalarga    | 1 : 1 | Cúcuta Deportivo     | Marcos Henríquez                           | 7 de abril       | 15:15 |
| 4°  | Barranquilla F. C.  | 1 : 2 | Unión Magdalena      | Bombona, Malambo                           | 8 de abril       | 10:00 |
| 4°  | F. C. Bastidas      | 2 : 4 | Real Santander       | Cancha 19 de Julio, Santa Marta            | 8 de abril       | 11:30 |
| 4°  | Amigos de La Pecosa | 1 : 2 | Atl. Bucaramanga     | Gran Colombiano, Villa del Rosario         | 8 de abril       | 15:00 |
| 5°  | Real Santander      | 1 : 0 | Junior               | Álvaro Gómez Hurtado, Floridablanca        | 13 de abril      | 18:00 |
| 5°  | Real Cartagena      | 1 : 0 | Barranquilla F. C.   | San Fernando, Cartagena                    | 14 de abril      | 10:00 |
| 5°  | Unión Magdalena     | 1 : 1 | Unión Delta          | Sede Los Trupillos, Santa Marta            | 14 de abril      | 10:00 |
| 5°  | Atl. Bucaramanga    | 2 : 1 | Costa Azul           | Cancha Marte, Bucaramanga                  | 14 de abril      | 12:00 |
| 5°  | Cúcuta Deportivo    | 2 : 3 | Deportivo Galapa     | General Santander, Cúcuta                  | 14 de abril      | 15:00 |
| 5°  | Valledupar F. C.    | 0 : 0 | F. C. Bastidas       | Polideportivo MS, Valledupar               | 15 de abril      | 15:00 |
| 5°  | Jaguares            | 2 : 1 | Real Sabanalarga     | Alberto Saibis Saker, Cereté               | 16 de abril      | 15:00 |
| 6°  | Barranquilla F. C.  | 3 : 2 | Real Santander       | Sede Bombona, Malambo                      | 20 de abril      | 10:00 |
| 6°  | Junior              | 2 : 0 | Valledupar F. C.     | Sede Bombona, Malambo                      | 21 de abril      | 10:00 |
| 6°  | Unión Magdalena     | 1 : 1 | Real Cartagena       | Sierra Nevada, Santa Marta                 | 21 de abril      | 15:00 |
| 6°  | Real Sabanalarga    | 1 : 1 | Atl. Bucaramanga     | Marcos Henríquez, Sabanalarga              | 21 de abril      | 15:15 |
| 6°  | Deportivo Galapa    | 3 : 2 | Jaguares             | Polideportivo de Galapa                    | 22 de abril      | 11:00 |
| 6°  | F. C. Bastidas      | 1 : 2 | Cúcuta Deportivo     | La Castellana, Santa Marta                 | 22 de abril      | 15:00 |
| 6°  | Unión Delta         | 2 : 2 | Amigos de la Pecosa  | Polideportivo de Galapa                    | 23 de abril      | 10:00 |
| 7°  | Real Santander      | 1 : 0 | Unión Magdalena      | Álvaro Gómez Hurtado, Floridablanca        | 27 de abril      | 19:00 |
| 7°  | Atl. Bucaramanga    | 1 : 3 | Deportivo Galapa     | Cancha Marte, Bucaramanga                  | 28 de abril      | 16:00 |
| 7°  | Amigos de la Pecosa | 0 : 2 | Costa Azul           | Gran Colombiano, Villa del Rosario         | 28 de abril      | 16:00 |
| 7°  | Valledupar F. C.    | 2 : 0 | Barranquilla F. C.   | Bomboná, Malambo                           | 29 de abril      | 10:00 |
| 7°  | Cúcuta Deportivo    | 1 : 1 | Junior               | Gran Colombiano, Villa del Rosario         | 29 de abril      | 15:00 |
| 7°  | Real Cartagena      | 3 : 2 | Unión Delta          | San Fernando, Cartagena                    | 30 de abril      | 10:00 |
| 7°  | Jaguares            | 5 : 0 | F. C. Bastidas       | Alberto Saibis Saker, Cereté               | 30 de abril      | 15:00 |
| 8°  | Unión Delta         | 2 : 3 | Costa Azul           | Polideportivo de Galapa                    | 4 de mayo        | 09:00 |
| 8°  | Barranquilla F. C.  | 3 : 0 | Cúcuta Deportivo     | Sede Bombona, Malambo                      | 5 de mayo        | 09:00 |
| 8°  | Junior              | 4 : 0 | Jaguares             | Sede Bombona, Malambo                      | 5 de mayo        | 11:00 |
| 8°  | Real Sabanalarga    | 2 : 0 | Amigos de La Pecosa  | Marcos Henríquez, Sabanalarga              | 6 de mayo        | 10:00 |
| 8°  | Real Cartagena      | 1 : 2 | Real Santander       | Jaime Morón León, Cartagena                | 6 de mayo        | 10:00 |
| 8°  | Unión Magdalena     | 2 : 0 | Valledupar F. C.     | Sierra Nevada, Santa Marta                 | 6 de mayo        | 12:00 |
| 8°  | F. C. Bastidas      | 0 : 2 | Atl. Bucaramanga     | Universidad del Magdalena, Santa Marta     | 6 de mayo        | 15:00 |
| 9°  | Jaguares            | 1 : 1 | Barranquilla F. C.   | Alberto Saibis Saker, Cereté               | 11 de mayo       | 15:00 |
| 9°  | Real Santander      | 2 : 0 | Unión Delta          | Álvaro Gómez Hurtado, Floridablanca        | 11 de mayo       | 19:00 |
| 9°  | Valledupar F. C.    | 3 : 1 | Real Cartagena       | MS Construcciones, Valledupar              | 12 de mayo       | 15:00 |
| 9°  | Costa Azul          | 3 : 0 | Real Sabanalarga     | Lulio Gonzalez, Puerto Colombia            | 12 de mayo       | 15:00 |
| 9°  | Atl. Bucaramanga    | 2 : 2 | Junior               | Cancha Marte, Bucaramanga                  | 12 de mayo       | 15:00 |
| 9°  | Amigos de la Pecosa | 3 : 0 | Deportivo Galapa     | Gran Colombiano, Cúcuta                    | 14 de mayo       | 15:00 |
| 9°  | Cúcuta Deportivo    | 0 : 0 | Unión Magdalena      | Polideportivo Chapinero, Cúcuta            | 17 de junio      | 15:00 |
| 10° | Unión Delta         | 1 : 0 | Real Sabanalarga     | Polideportivo de Galapa                    | 18 de mayo       | 09:00 |
| 10° | Real Santander      | 0 : 0 | Valledupar F. C.     | Álvaro Gómez Hurtado, Floridablanca        | 18 de mayo       | 19:00 |
| 10° | Barranquilla F. C.  | 4 : 2 | Atl. Bucaramanga     | Bombona, Malambo                           | 19 de mayo       | 10:00 |
| 10° | Deportivo Galapa    | 1 : 0 | Costa Azul           | Polideportivo de Galapa                    | 19 de mayo       | 11:00 |
| 10° | Unión Magdalena     | 4 : 2 | Jaguares             | Sede Los Trupillos, Santa Marta            | 20 de mayo       | 11:00 |
| 10° | F. C. Bastidas      | 1 : 1 | Amigos de la Pecosa  | La Castellana, Santa Marta                 | 20 de mayo       | 15:00 |
| 10° | Real Cartagena      | 0 : 5 | Cúcuta Deportivo     | San Fernando, Cartagena                    | 5 de junio       | 09:00 |
| 11° | Valledupar FC       | 3 : 1 | Unión Delta          | Polideportivo MS, Valledupar               | 26 de mayo       | 10:00 |
| 11° | Cúcuta Deportivo    | 3 : 0 | Real Santander       | Polideportivo Chapinero, Cúcuta            | 26 de mayo       | 14:00 |
| 11° | Jaguares FC         | 1 : 0 | Real Cartagena       | Alberto Saibis Saker, Cereté               | 26 de mayo       | 15:00 |
| 11° | Costa Azul          | 1 : 1 | Bastidas FC          | Lulio Gonzalez, Puerto Colombia            | 26 de mayo       | 15:00 |
| 11° | Real Sabanalarga    | 2 : 1 | Deportivo Galapa     | Marcos Henríquez, Sabanalarga              | 26 de mayo       | 15:15 |
| 11° | Atl. Bucaramanga    | 2 : 1 | Unión Magdalena      | Cancha Marte, Bucaramanga                  | 26 de mayo       | 15:45 |
| 11° | Amigos de la Pecosa | 0 : 2 | Junior               | Gran Colombiano, Villa del Rosario         | 26 de mayo       | 16:00 |
| 12° | Unión Delta         | 3 : 4 | Deportivo Galapa     | Polideportivo de Galapa                    | 1 de junio       | 09:00 |
| 12° | Real Cartagena      | 4 : 4 | Atl. Bucaramanga     | San Fernando, Cartagena                    | 1 de junio       | 10:00 |
| 12° | Real Santander      | 1 : 2 | Jaguares FC          | Álvaro Gómez Hurtado, Floridablanca        | 1 de junio       | 19:00 |
| 12° | Junior              | 1 : 1 | Costa Azul           | Sede Bombona, Malambo                      | 2 de junio       | 09:00 |
| 12° | Barranquilla FC     | 5 : 1 | Amigos de la Pecosa  | Sede Bombona, Malambo                      | 2 de junio       | 11:00 |
| 12° | Valledupar FC       | 0 : 2 | Cúcuta Deportivo     | MS Construcciones                          | 2 de junio       | 15:00 |
| 12° | FC Bastidas         | 1 : 2 | Real Sabanalarga     | La Castellana, Santa Marta                 | 3 de junio       | 15:00 |
| 13° | Atl. Bucaramanga    | 2 : 1 | Real Santander       | Cancha Marte, Bucaramanga                  | 8 de junio       | 18:00 |
| 13° | Deportivo Galapa    | 2 : 0 | FC Bastidas          | Polideportivo de Galapa                    | 9 de junio       | 11:00 |
| 13° | Cúcuta Deportivo    | 3 : 0 | Unión Delta          | Polideportivo Chapinero, Cúcuta            | 9 de junio       | 13:00 |
| 13° | Jaguares FC         | 0 : 1 | Valledupar FC        | Alberto Saibis Saker, Cereté               | 9 de junio       | 15:00 |
| 13° | Costa Azul          | 0 : 3 | Barranquilla FC      | Lulio Gonzalez, Puerto Colombia            | 9 de junio       | 15:00 |
| 13° | Real Sabanalarga    | 2 : 1 | Junior               | Marquez Henríquez, Sabanalarga             | 9 de junio       | 15:15 |
| 13° | Amigos de la Pecosa | 0 : 3 | Unión Magdalena      | Gran Colombiano, Villa del Rosario         | 11 de junio      | 15:00 |
| 14° | Unión Delta         | 1 : 0 | FC Bastidas          | Polideportivo de Galapa                    | 22 de junio      | 09:00 |
| 14° | Barranquilla FC     | 4 : 2 | Real Sabanalarga     | Cancha Bombona, Malambo                    | 23 de junio      | 09:00 |
| 14° | Junior              | 5 : 1 | Deportivo Galapa     | Cancha Bombona, Malambo                    | 23 de junio      | 11:00 |
| 14° | Unión Magdalena     | 1 : 2 | Costa Azul           | Municipal de Ciénaga, Ciénaga              | 23 de junio      | 11:00 |
| 14° | Real Cartagena      | 1 : 3 | Amigos de la Pecosa  | Cancha San Fernando, Cartagena             | 23 de junio      | 14:00 |
| 14° | Valledupar FC       | 3 : 0 | Atl. Bucaramanga     | Polideportivo MS, Valledupar               | 23 de junio      | 15:00 |
| 14° | Cúcuta Deportivo    | 4 : 2 | Jaguares FC          | Colegio Comfanorte, Cúcuta                 | 25 de junio      | 15:00 |
| 15° | Deportivo Galapa    | 2 : 1 | Barranquilla FC      | Polideportivo de Galapa                    | 30 de junio      | 11:00 |
| 15° | Costa Azul          | 3 : 1 | Real Cartagena       | Polideportivo Uniautónoma, Barranquilla    | 30 de junio      | 15:00 |
| 15° | Real Sabanalarga    | 0 : 3 | Unión Magdalena      | Marcos Henríquez, Sabanalarga              | 30 de junio      | 15:15 |
| 15° | Atl. Bucaramanga    | 2 : 2 | Cúcuta Deportivo     | Cancha Marte, Bucaramanga                  | 30 de junio      | 15:45 |
| 15° | Amigos de la Pecosa | 3 : 3 | Real Santander       | Gran Colombiano, Villa del Rosario         | 30 de junio      | 16:00 |
| 15° | FC Bastidas         | 1 : 2 | Junior               | La Castellana, Santa Marta                 | 1 de julio       | 15:00 |
| 15° | Jaguares FC         | 4 : 1 | Unión Delta          | Alberto Saibis Saker, Cereté               | 2 de julio       | 15:00 |
| 16° | Deportivo Galapa    | 3 : 2 | Unión Magdalena      | Polideportivo de Galapa                    | 7 de julio       | 11:00 |
| 16° | Costa Azul          | 3 : 0 | Real Santander       | Polideportivo Uniautónoma, Barranquilla    | 7 de julio       | 15:00 |
| 16° | Amigos de la Pecosa | 2 : 4 | Valledupar FC        | Gran Colombiano, Villa del Rosario         | 7 de julio       | 16:00 |
| 16° | Atl. Bucaramanga    | 0 : 1 | Jaguares FC          | Cancha Marte, Bucaramanga                  | 7 de julio       | 16:00 |
| 16° | Real Sabanalarga    | 1 : 1 | Real Cartagena       | Marcos Henríquez, Sabanalarga              | 9 de julio       | 09:00 |
| 16° | FC Bastidas         | 0 : 1 | Barranquilla FC      | La Castellana, Santa Marta                 | 9 de julio       | 15:00 |
| 16° | Unión Delta         | 1 : 1 | Junior               | Polideportivo de Galapa                    | 10 de julio      | 11:30 |
| 17° | Real Santander      | 2 : 1 | Real Sabanalarga     | Álvaro Gómez Hurtado, Floridablanca        | 13 de julio      | 19:00 |
| 17° | Real Cartagena      | 4 : 4 | Deportivo Galapa     | San Fernando, Cartagena                    | 14 de julio      | 10:00 |
| 17° | Unión Magdalena     | 0 : 2 | FC Bastidas          | 29 de julio, Santa Marta                   | 14 de julio      | 11:30 |
| 17° | Valledupar FC       | 4 : 2 | Costa Azul           | MS Construcciones, Valledupar              | 14 de julio      | 15:00 |
| 17° | Atl. Bucaramanga    | 3 : 0 | Unión Delta          | Cancha Marte, Bucaramanga                  | 14 de julio      | 16:00 |
| 17° | Cúcuta Deportivo    | 2 : 0 | Amigos de la Pecosa  | General Santander, Cúcuta                  | 15 de julio      | 15:00 |
| 17° | Barranquilla FC     | 0 : 2 | Junior               | Bombona, Malambo                           | 17 de julio      | 09:00 |
| 18° | Unión Delta         | 3 : 2 | Barranquilla FC      | Polideportivo de Galapa                    | 20 de julio      | 11:30 |
| 18° | Amigos de la Pecosa | 3 : 2 | Jaguares FC          | Polideportivo Chapinero, Cúcuta            | 20 de julio      | 15:00 |
| 18° | Deportivo Galapa    | 2 : 3 | Real Santander       | Polideportivo de Galapa                    | 21 de julio      | 11:00 |
| 18° | Real Sabanalarga    | 1 : 2 | Valledupar FC        | Marcos Henríquez, Sabanalarga              | 21 de julio      | 15:15 |
| 18° | FC Bastidas         | 1 : 0 | Real Cartagena       | 29 de julio, Santa Marta                   | 22 de julio      | 11:30 |
| 18° | Junior              | 2 : 1 | Unión Magdalena      | Sierra Nevada, Santa Marta                 | 22 de julio      | 12:00 |
| 18° | Costa Azul          | 1 : 2 | Cúcuta Deportivo     | Monómeros, Puerto Colombia                 | 23 de julio      | 14:00 |
| 19° | Real Santander      | 2 : 0 | Bastidas FC          | Álvaro Gómez Hurtado, Floridablanca        | 27 de julio      | 19:00 |
| 19° | Real Cartagena      | 0 : 3 | Junior               | San Fernando, Cartagena                    | 28 de julio      | 10:00 |
| 19° | Unión Magdalena     | 1 : 0 | Barranquilla FC      | Los Trupillos, Santa Marta                 | 28 de julio      | 13:30 |
| 19° | Jaguares FC         | 3 : 1 | Costa Azul           | MS Construcciones, Valledupar              | 28 de julio      | 15:00 |
| 19° | Valledupar FC       | 2 : 1 | Deportivo Galapa     | Alberto Saibis Saker, Cereté               | 28 de julio      | 15:00 |
| 19° | Atl. Bucaramanga    | 0 : 0 | Amigos de la Pecosa  | Cancha Marte, Bucaramanga                  | 28 de julio      | 16:00 |
| 19° | Cúcuta Deportivo    | 7 : 0 | Real Sabanalarga     | Polideportivo Chapinero, Cúcuta            | 30 de julio      | 13:00 |
| 20° | Unión Delta         | 2 : 7 | Unión Magdalena      | Polideportivo de Galapa                    | 3 de agosto      | 11:30 |
| 20° | Costa Azul          | 1 : 4 | Atl. Bucaramanga     | Polideportivo Uniautónoma, Barranquilla    | 3 de agosto      | 12:00 |
| 20° | Junior              | 3 : 0 | Real Santander       | Cancha Bombana, Malambo                    | 4 de agosto      | 09:00 |
| 20° | Deportivo Galapa    | 1 : 0 | Cúcuta Deportivo     | Polideportivo de Galapa                    | 4 de agosto      | 11:30 |
| 20° | Real Sabanalarga    | 1 : 2 | Jaguares FC          | Marcos Henríquez, Sabanalarga              | 4 de agosto      | 15:15 |
| 20° | FC Bastidas         | 2 : 1 | Valledupar FC        | 29 de julio, Cartagena                     | 5 de agosto      | 11:30 |
| 20° | Barranquilla FC     | 1 : 0 | Real Cartagena       | Cancha Bombona, Malambo                    | 6 de agosto      | 10:00 |
| 21° | Jaguares FC         | 5 : 2 | Deportivo Galapa     | Alberto Saibis Saker, Cereté               | 10 de agosto     | 15:00 |
| 21° | Cúcuta Deportivo    | 2 : 0 | FC Bastidas          | Gran Colombiano, Villa del Rosario         | 10 de agosto     | 15:00 |
| 21° | Real Santander      | 2 : 2 | Barranquilla FC      | Álvaro Gómez Hurtado, Floridablanca        | 10 de agosto     | 19:00 |
| 21° | Valledupar FC       | 0 : 2 | Junior               | MS Construcciones, Valledupar              | 11 de agosto     | 15:00 |
| 21° | Atl. Bucaramanga    | 4 : 2 | Real Sabanalarga     | Cancha Marte, Bucaramanga                  | 11 de agosto     | 16:00 |
| 21° | Amigos de la Pecosa | 2 : 2 | Unión Delta          | Polideportivo Chapinero, Cúcuta            | 12 de agosto     | 15:00 |
| 21° | Real Cartagena      | 0 : 3 | Unión Magdalena      | Cartagena                                  | 13 de agosto     | 14:00 |
| 22° | Unión Delta         | 2 : 1 | Real Cartagena       | Polideportivo de Galapa                    | 17 de agosto     | 11:00 |
| 22° | Deportivo Galapa    | 2 : 1 | Atl. Bucaramanga     | Polideportivo de Galapa                    | 18 de agosto     | 11:15 |
| 22° | Costa Azul          | 3 : 2 | Amigos de la Pecosa  | Lulio Gonzalez, Puerto Colombia            | 18 de agosto     | 15:00 |
| 22° | FC Bastidas         | 3 : 2 | Jaguares FC          | 29 de julio, Santa Marta                   | 19 de agosto     | 11:30 |
| 22° | Unión Magdalena     | 3 : 0 | Real Santander       | Los Trullos, Santa Marta                   | 19 de agosto     | 13:00 |
| 22° | Barranquilla FC     | 1 : 0 | Valledupar FC        | MS Construcciones, Valledupar              | 19 de agosto     | 15:00 |
| 22° | Junior              | 2 : 1 | Cúcuta Deportivo     | Bombana, Malambo                           | 18 de septiembre | 10:00 |
| 23° | Atl. Bucaramanga    | 2 : 0 | FC Bastidas          | Cancha Marte, Bucaramanga                  | 24 de agosto     | 18:00 |
| 23° | Real Santander      | 1 : 0 | Real Cartagena       | Álvaro Gómez Hurtado, Floridablanca        | 24 de agosto     | 19:00 |
| 23° | Valledupar FC       | 2 : 0 | Unión Magdalena      | Polideportivo MS, Valledupar               | 25 de agosto     | 11:00 |
| 23° | Cúcuta Deportivo    | 3 : 2 | Barranquilla FC      | Polideportivo Chapinero, Cúcuta            | 25 de agosto     | 13:00 |
| 23° | Amigos de la Pecosa | 4 : 4 | Real Sabanalarga     | Polideportivo Chapinero, Cúcuta            | 25 de agosto     | 15:00 |
| 23° | Costa Azul          | 1 : 0 | Unión Delta          | Lulio Gonzalez, Puerto Colombia            | 25 de agosto     | 15:00 |
| 23° | Jaguares FC         | 1 : 0 | Junior               | Alberto Saibis Saker, Cereté               | 26 de agosto     | 14:00 |
| 24° | Barranquilla FC     | 2 : 1 | Jaguares FC          | Bombona, Malambo                           | 31 de agosto     | 10:00 |
| 24° | Unión Delta         | 3 : 2 | Real Santander       | Polideportivo de Galapa                    | 31 de agosto     | 11:00 |
| 24° | Deportivo Galapa    | 3 : 1 | Amigos de la Pecosa  | Polideportivo de Galapa                    | 1 de septiembre  | 11:30 |
| 24° | Real Sabanalarga    | 1 : 0 | Costa Azul           | Marcos Henríquez, Sabanalarga              | 1 de septiembre  | 15:30 |
| 24° | Junior              | 0 : 1 | Atl. Bucaramanga     | Bombona, Malambo                           | 2 de septiembre  | 09:00 |
| 24° | Unión Magdalena     | 2 : 2 | Cúcuta Deportivo     | Sierra Nevada, Santa Marta                 | 2 de septiembre  | 12:00 |
| 24° | Real Cartagena      | 2 : 1 | Valledupar FC        | Cancha San Fernando, Cartagena             | 3 de septiembre  | 11:00 |
| 25° | Jaguares FC         | 3 : 2 | Unión Magdalena      | Alberto Saibis Saker, Cereté               | 7 de septiembre  | 14:00 |
| 25° | Atl. Bucaramanga    | 0 : 0 | Barranquilla FC      | Cancha Marte, Bucaramanga                  | 7 de septiembre  | 18:00 |
| 25° | Valledupar FC       | 3 : 0 | Real Santander       | MS Construcciones, Valledupar              | 8 de septiembre  | 11:00 |
| 25° | Costa Azul          | 0 : 2 | Deportivo Galapa     | Lulio Gonzalez, Puerto Colombia            | 8 de septiembre  | 15:00 |
| 25° | Real Sabanalarga    | 2 : 2 | Unión Delta          | Marcos Henríquez, Sabanalarga              | 8 de septiembre  | 15:15 |
| 25° | Amigos de la Pecosa | 2 : 2 | FC Bastidas          | Gran Colombiano, Villa del Rosario         | 8 de septiembre  | 16:00 |
| 25° | Cúcuta Deportivo    | 7 : 0 | Real Cartagena       | Gran Colombiano, Villa del Rosario         | 9 de septiembre  | 13:00 |
| 26° | Unión Delta         | 1 : 4 | Valledupar FC        | Polideportivo de Galapa                    | 14 de septiembre | 11:00 |
| 26° | Real Santander      | 0 : 1 | Cúcuta Deportivo     | Álvaro Gómez Hurtado, Floridablanca        | 14 de septiembre | 13:30 |
| 26° | Junior              | 4 : 1 | Amigos de la Pecosa  | Bombona, Malambo                           | 15 de septiembre | 09:00 |
| 26° | Deportivo Galapa    | 2 : 1 | Real Sabanalarga     | Polideportivo de Galapa                    | 15 de septiembre | 11:00 |
| 26° | Real Cartagena      | 3 : 3 | Jaguares FC          | San Fernando, Cartagena                    | 15 de septiembre | 14:00 |
| 26° | Unión Magdalena     | 2 : 1 | Atl. Bucaramanga     | Universidad del Magdalena, Santa Marta     | 16 de septiembre | 11:00 |
| 26° | FC Bastidas         | 0 : 1 | Costa Azul           | 29 de julio, Santa Marta                   | 16 de septiembre | 13:00 |
| 27° | Amigos de la Pecosa | 4 : 2 | Barranquilla FC      | Gran Colombiano, Villa del Rosario         | 21 de septiembre | 15:00 |
| 27° | Costa Azul          | 0 : 2 | Junior               | Lulio Gonzalez, Puerto Colombia            | 22 de septiembre | 09:00 |
| 27° | Deportivo Galapa    | 4 : 3 | Unión Delta          | Polideportivo de Galapa                    | 22 de septiembre | 11:20 |
| 27° | Cúcuta Deportivo    | 3 : 2 | Valledupar FC        | Polideportivo Chapinero, Cúcuta            | 22 de septiembre | 13:00 |
| 27° | Atl. Bucaramanga    | 3 : 1 | Real Cartagena       | Cancha Marte, Bucaramanga                  | 22 de septiembre | 14:00 |
| 27° | Jaguares FC         | 2 : 0 | Real Santander       | Alberto Saibis Saker, Cereté               | 22 de septiembre | 14:00 |
| 27° | Real Sabanalarga    | 0 : 1 | FC Bastidas          | Marcos Henríquez, Sabanalarga              | 22 de septiembre | 15:00 |
| 28° | Barranquilla FC     | 3 : 1 | Costa Azul           | Sede Bombona, Malambo                      | 28 de septiembre | 09:00 |
| 28° | Unión Delta         | 1 : 2 | Cúcuta Deportivo     | Polideportivo de Galapa                    | 28 de septiembre | 11:00 |
| 28° | Real Santander      | 0 : 4 | Atl. Bucaramanga     | Álvaro Gómez Hurtado, Floridablanca        | 28 de septiembre | 15:00 |
| 28° | Valledupar FC       | 1 : 3 | Jaguares FC          | Polideportivo MS, Valledupar               | 29 de septiembre | 11:00 |
| 28° | Unión Magdalena     | 4 : 1 | Amigos de la Pecosa  | La Castellana, Santa Marta                 | 29 de septiembre | 13:30 |
| 28° | FC Bastidas         | 1 : 1 | Deportivo Galapa     | 29 de julio, Santa Marta                   | 30 de septiembre | 11:30 |
| 28° | Junior              | 3 : 0 | Real Sabanalarga     | Bombona, Malambo                           | 2 de octubre     | 09:00 |
| 29° | Amigos de la Pecosa | 1 : 1 | Real Cartagena       | Gran Colombiano, Villa del Rosario         | 23 de septiembre | 15:00 |
| 29° | Jaguares FC         | 0 : 1 | Cúcuta Deportivo     | Alberto Saibis Saker, Cereté               | 3 de octubre     | 14:00 |
| 29° | Atl. Bucaramanga    | 1 : 2 | Valledupar FC        | Cancha Marte, Bucaramanga                  | 5 de octubre     | 18:00 |
| 29° | Deportivo Galapa    | 0 : 2 | Junior               | Polideportivo de Galapa                    | 6 de octubre     | 11:30 |
| 29° | Costa Azul          | 1 : 3 | Unión Magdalena      | Lulio Gonzalez, Puerto Colombia            | 6 de octubre     | 15:00 |
| 29° | Real Sabanalarga    | 3 : 2 | Barranquilla FC      | Marcos Henríquez, Sabanalarga              | 7 de octubre     | 09:00 |
| 29° | FC Bastidas         | 5 : 0 | Unión Delta          | 29 de julio, Santa Marta                   | 7 de octubre     | 11:30 |
| 30° | Real Santander      | 3 : 3 | Amigos de la Pecosa  | Álvaro Gómez Hurtado, Floridablanca        | 5 de octubre     | 16:00 |
| 30° | Unión Delta         | 1 : 1 | Jaguares FC          | Polideportivo de Galapa                    | 12 de octubre    | 11:00 |
| 30° | Cúcuta Deportivo    | 3 : 1 | Atl. Bucaramanga     | Gran Colombiano, Villa del Rosario         | 13 de octubre    | 14:00 |
| 30° | Barranquilla FC     | 3 : 1 | Deportivo Galapa     | Cancha Bombona, Malambo                    | 13 de octubre    | 14:00 |
| 30° | Unión Magdalena     | 4 : 2 | Real Sabanalarga     | La Castellana, Santa Marta                 | 13 de octubre    | 15:00 |
| 30° | Real Cartagena      | 4 : 1 | Costa Azul           | San Fernando, Cartagena                    | 13 de octubre    | 15:00 |
| 30° | Junior              | 2 : 0 | FC Bastidas          | Cancha Bombona, Malambo                    | 15 de octubre    | 09:00 |

### Reclasificación primera fase
Los dieciséis (16) equipos que resulten clasificados de la I FASE, jugarán la II FASE, para lo cual se conformarán ocho (8) llaves de dos (2) equipos cada una, se enfrentarán en un ordenamiento de acuerdo a la tabla de reclasificación de la I FASE de modo que el mejor clasificado de la fase disputará la llave frente al clasificado con menor puntaje.
|  | Cierra la serie como local.     |
|  | Cierra la serie como visitante. |

| Pos | Equipos                | Pts | PJ | G  | E  | P | GF | GC | DIF |
| --- | ---------------------- | --- | -- | -- | -- | - | -- | -- | --- |
| 1.  | Deportes Tolima        | 69  | 28 | 22 | 3  | 3 | 88 | 25 | 63  |
| 2.  | Junior                 | 62  | 28 | 19 | 5  | 4 | 60 | 16 | 44  |
| 3.  | Cúcuta Deportivo       | 62  | 28 | 19 | 5  | 4 | 65 | 25 | 40  |
| 4.  | Deportivo Cali         | 61  | 28 | 18 | 7  | 3 | 77 | 28 | 49  |
| 5.  | Once Caldas            | 60  | 28 | 18 | 6  | 4 | 59 | 26 | 33  |
| 6.  | Santa Fe               | 59  | 28 | 18 | 5  | 5 | 68 | 28 | 40  |
| 7.  | Atlético Nacional      | 58  | 28 | 17 | 7  | 4 | 44 | 14 | 30  |
| 8.  | América de Cali        | 57  | 28 | 18 | 3  | 7 | 71 | 30 | 41  |
| 9.  | Rionegro Águilas       | 56  | 28 | 16 | 8  | 4 | 52 | 32 | 20  |
| 10. | Boyacá Chicó           | 55  | 28 | 15 | 10 | 3 | 49 | 31 | 18  |
| 11. | Millonarios            | 54  | 28 | 15 | 9  | 4 | 54 | 23 | 31  |
| 12. | Independiente Medellín | 53  | 28 | 16 | 5  | 7 | 44 | 19 | 25  |
| 13. | Alianza Llanos         | 52  | 28 | 16 | 4  | 8 | 53 | 38 | 15  |
| 14. | Valledupar F. C.       | 51  | 28 | 16 | 3  | 9 | 50 | 31 | 19  |
| 15. | Cortuluá               | 50  | 28 | 15 | 5  | 8 | 51 | 30 | 21  |
| 16. | Barranquilla F. C.     | 49  | 28 | 15 | 4  | 9 | 56 | 38 | 18  |

## Cuadro final
Las fases de eliminación directa o fases finales, corresponden a la Segunda fase, Tercera fase, Semifinales y Final, en las cuales se juegan partidos de ida y vuelta, a eliminación directa. A esta fase clasificarán dieciséis equipos provenientes de la Primera fase.
|  | Octavos de final       | Octavos de final            | Octavos de final    |                        |   | Cuartos de final     | Cuartos de final     | Cuartos de final     |  |  | Semifinales           | Semifinales           | Semifinales           |  |  | Final                            | Final                            | Final                            |
|  | 24 al 29 de octubre    | 24 al 29 de octubre         | 24 al 29 de octubre |                        |   | 3 al 10 de noviembre | 3 al 10 de noviembre | 3 al 10 de noviembre |  |  | 15 al 19 de noviembre | 15 al 19 de noviembre | 15 al 19 de noviembre |  |  | 25 de noviembre y 1 de diciembre | 25 de noviembre y 1 de diciembre | 25 de noviembre y 1 de diciembre |
|  |                        |                             |                     |                        |   |                      |                      |                      |  |  |                       |                       |                       |  |  |                                  |                                  |                                  |
|  |                        |                             |                     |                        |   |                      |                      |                      |  |  |                       |                       |                       |  |  |                                  |                                  |                                  |
|  |                        |                             |                     |                        |   |                      |                      |                      |  |  |                       |                       |                       |  |  |                                  |                                  |                                  |
|  | Deportes Tolima        | 2                           | 2                   |                        |   |                      |                      |                      |  |  |                       |                       |                       |  |  |                                  |                                  |                                  |
|  | Deportes Tolima        | 2                           | 2                   |                        |   |                      |                      |                      |  |  |                       |                       |                       |  |  |                                  |                                  |                                  |
|  | Barranquilla F. C.     | 2                           | 1                   |                        |   |                      |                      |                      |  |  |                       |                       |                       |  |  |                                  |                                  |                                  |
|  | Barranquilla F. C.     | 2                           | 1                   | Deportes Tolima        | 3 | 3                    |                      |                      |  |  |                       |                       |                       |  |  |                                  |                                  |                                  |
|  |                        |                             |                     |                        | 3 | 3                    |                      |                      |  |  |                       |                       |                       |  |  |                                  |                                  |                                  |
|  |                        | Rionegro Águilas            | 3                   | 1                      |   |                      |                      |                      |  |  |                       |                       |                       |  |  |                                  |                                  |                                  |
|  | América de Cali        | Rionegro Águilas            | 3                   | 1                      | 1 | 2 (0)                |                      |                      |  |  |                       |                       |                       |  |  |                                  |                                  |                                  |
|  | América de Cali        |                             |                     |                        | 1 | 2 (0)                |                      |                      |  |  |                       |                       |                       |  |  |                                  |                                  |                                  |
|  | Rionegro Águilas (p.)  | 1                           | 2 (3)               |                        |   |                      |                      |                      |  |  |                       |                       |                       |  |  |                                  |                                  |                                  |
|  | Rionegro Águilas (p.)  | 1                           | 2 (3)               | Deportes Tolima        | 2 | 0                    |                      |                      |  |  |                       |                       |                       |  |  |                                  |                                  |                                  |
|  |                        |                             |                     |                        | 2 | 0                    |                      |                      |  |  |                       |                       |                       |  |  |                                  |                                  |                                  |
|  |                        | Cúcuta Deportivo            | 1                   | 4                      |   |                      |                      |                      |  |  |                       |                       |                       |  |  |                                  |                                  |                                  |
|  | Cúcuta Deportivo (p.)  | Cúcuta Deportivo            | 1                   | 4                      | 0 | 2 (5)                |                      |                      |  |  |                       |                       |                       |  |  |                                  |                                  |                                  |
|  | Cúcuta Deportivo (p.)  |                             |                     |                        | 0 | 2 (5)                |                      |                      |  |  |                       |                       |                       |  |  |                                  |                                  |                                  |
|  | Valledupar F. C.       | 1                           | 1 (4)               |                        |   |                      |                      |                      |  |  |                       |                       |                       |  |  |                                  |                                  |                                  |
|  | Valledupar F. C.       | 1                           | 1 (4)               | Cúcuta Deportivo       | 0 | 2                    |                      |                      |  |  |                       |                       |                       |  |  |                                  |                                  |                                  |
|  |                        |                             |                     |                        | 0 | 2                    |                      |                      |  |  |                       |                       |                       |  |  |                                  |                                  |                                  |
|  |                        | Millonarios                 | 1                   | 0                      |   |                      |                      |                      |  |  |                       |                       |                       |  |  |                                  |                                  |                                  |
|  | Santa Fe               | Millonarios                 | 1                   | 0                      | 1 | 0 (3)                |                      |                      |  |  |                       |                       |                       |  |  |                                  |                                  |                                  |
|  | Santa Fe               |                             |                     |                        | 1 | 0 (3)                |                      |                      |  |  |                       |                       |                       |  |  |                                  |                                  |                                  |
|  | Millonarios (p.)       | 1                           | 0 (4)               |                        |   |                      |                      |                      |  |  |                       |                       |                       |  |  |                                  |                                  |                                  |
|  | Millonarios (p.)       | 1                           | 0 (4)               | Atlético Nacional (p.) | 1 | 1 (5)                |                      |                      |  |  |                       |                       |                       |  |  |                                  |                                  |                                  |
|  |                        |                             |                     |                        | 1 | 1 (5)                |                      |                      |  |  |                       |                       |                       |  |  |                                  |                                  |                                  |
|  |                        | Cúcuta Deportivo            | 0                   | 2 (3)                  |   |                      |                      |                      |  |  |                       |                       |                       |  |  |                                  |                                  |                                  |
|  | Junior (p.)            | Cúcuta Deportivo            | 0                   | 2 (3)                  | 2 | 1 (4)                |                      |                      |  |  |                       |                       |                       |  |  |                                  |                                  |                                  |
|  | Junior (p.)            |                             |                     |                        | 2 | 1 (4)                |                      |                      |  |  |                       |                       |                       |  |  |                                  |                                  |                                  |
|  | Cortuluá               | 1                           | 2 (3)               |                        |   |                      |                      |                      |  |  |                       |                       |                       |  |  |                                  |                                  |                                  |
|  | Cortuluá               | 1                           | 2 (3)               | Junior                 | 0 | 2                    |                      |                      |  |  |                       |                       |                       |  |  |                                  |                                  |                                  |
|  |                        |                             |                     |                        | 0 | 2                    |                      |                      |  |  |                       |                       |                       |  |  |                                  |                                  |                                  |
|  |                        | Atlético Nacional           | 2                   | 1                      |   |                      |                      |                      |  |  |                       |                       |                       |  |  |                                  |                                  |                                  |
|  | Atlético Nacional      | Atlético Nacional           | 2                   | 1                      | 0 | 1                    |                      |                      |  |  |                       |                       |                       |  |  |                                  |                                  |                                  |
|  | Atlético Nacional      |                             |                     |                        | 0 | 1                    |                      |                      |  |  |                       |                       |                       |  |  |                                  |                                  |                                  |
|  | Boyacá Chicó           | 0                           | 0                   |                        |   |                      |                      |                      |  |  |                       |                       |                       |  |  |                                  |                                  |                                  |
|  | Boyacá Chicó           | 0                           | 0                   | Atlético Nacional      | 1 | 2                    |                      |                      |  |  |                       |                       |                       |  |  |                                  |                                  |                                  |
|  |                        |                             |                     |                        | 1 | 2                    |                      |                      |  |  |                       |                       |                       |  |  |                                  |                                  |                                  |
|  |                        | Independiente Medellín      | 1                   | 0                      |   |                      |                      |                      |  |  |                       |                       |                       |  |  |                                  |                                  |                                  |
|  | Deportivo Cali         | Independiente Medellín      | 1                   | 0                      | 2 | 1                    |                      |                      |  |  |                       |                       |                       |  |  |                                  |                                  |                                  |
|  | Deportivo Cali         |                             |                     |                        | 2 | 1                    |                      |                      |  |  |                       |                       |                       |  |  |                                  |                                  |                                  |
|  | Alianza Llanos         | 2                           | 0                   |                        |   |                      |                      |                      |  |  |                       |                       |                       |  |  |                                  |                                  |                                  |
|  | Alianza Llanos         | 2                           | 0                   | Deportivo Cali         | 1 | 2 (1)                |                      |                      |  |  |                       |                       |                       |  |  |                                  |                                  |                                  |
|  |                        |                             |                     |                        | 1 | 2 (1)                |                      |                      |  |  |                       |                       |                       |  |  |                                  |                                  |                                  |
|  |                        | Independiente Medellín (p.) | 1                   | 2 (3)                  |   |                      |                      |                      |  |  |                       |                       |                       |  |  |                                  |                                  |                                  |
|  | Once Caldas            | Independiente Medellín (p.) | 1                   | 2 (3)                  | 0 | 1                    |                      |                      |  |  |                       |                       |                       |  |  |                                  |                                  |                                  |
|  | Once Caldas            |                             |                     |                        | 0 | 1                    |                      |                      |  |  |                       |                       |                       |  |  |                                  |                                  |                                  |
|  | Independiente Medellín | 0                           | 3                   |                        |   |                      |                      |                      |  |  |                       |                       |                       |  |  |                                  |                                  |                                  |

- Nota 1: En cada llave, el equipo ubicado en la primera línea es el que ejerce la localía en el partido de vuelta.

## Octavos de final
Se disputó del 19 de octubre al 26 de octubre de 2018.
| 24 de octubre de 2018, 10:00 | Barranquilla F. C.             | 2:2 (0:2) | Deportes Tolima                          | Estadio Romelio Martínez, Barranquilla |                            |
|                              | Autogol · Harrison Lagares 67' | Reporte   | 5' Jamilton Campaz · 30' Dairon Valencia | Árbitro(s): Rodrigo Rieder             | Árbitro(s): Rodrigo Rieder |

| 28 de octubre de 2018, 10:00 | Deportes Tolima                       | 2:1 (0:1) | Barranquilla F. C. | Sede Deportiva, Ibagué      |                             |
|                              | Jhon Solis 75' · Yeisson Mosquera 89' | Reporte   | 33' Joan Castro    | Árbitro(s): Andrés Banguera | Árbitro(s): Andrés Banguera |

| 24 de octubre de 2018, 14:00 | Rionegro Águilas | 1:1 (0:0) | América de Cali     | El Porvenir, Rionegro       |                             |
|                              | Juan Lopez 81'   | Reporte   | 90' Santiago Moreno | Árbitro(s): Brayan Martínez | Árbitro(s): Brayan Martínez |

| 28 de octubre de 2018, 10:00 | América de Cali                       | 2:2 (1:0) (0:3 p.) | Rionegro Águilas         | Estadio Olímpico Pascual Guerrero, Cali |                               |
|                              | Kevin Viveros 39' · Juan Asprilla 56' | Reporte            | 80' Juan López · Autogol | Árbitro(s): Jefferson Morales           | Árbitro(s): Jefferson Morales |

| 26 de octubre de 2018, 11:00 | Valledupar F. C.    | 1:0 (0:0) | Cúcuta Deportivo | Polideportivo Construcciones MS, Valledupar |                             |
|                              | Misael Martínez 26' | Reporte   |                  | Árbitro(s): Álvaro Melendez                 | Árbitro(s): Álvaro Melendez |

| 29 de octubre de 2018, 14:00 | Cúcuta Deportivo              | 2:1 (1:1) (5:4 p.) | Valledupar F. C.    | Polideportivo Chapinero, Cúcuta |                        |
|                              | Jefferson Ramos 26' · Autogol | Reporte            | 19' Misael Martínez | Árbitro(s): José Ortiz          | Árbitro(s): José Ortiz |

| 24 de octubre de 2018, 12:00 | Millonarios       | 1:1 (1:0) | Independiente Santa Fe | Xcoli, Bogotá               |                             |
|                              | Orles Morales 15' | Reporte   | 20' Brayan Zamora      | Árbitro(s): Harold Fontecha | Árbitro(s): Harold Fontecha |

| 28 de octubre de 2018, 11:00 | Independiente Santa Fe | 0:0 (0:0) (3:4 p.) | Millonarios | Sede Deportiva, Tenjo   |                         |
|                              |                        | Reporte            |             | Árbitro(s): Ferney Ossa | Árbitro(s): Ferney Ossa |

| 25 de octubre de 2018, 15:00 | Cortuluá         | 1:2 (0:0) | Junior                                   | Sede Deportiva Tres Esquinas, Tuluá |                            |
|                              | Johan Montes 87' | Reporte   | 48' Osneider Polo · 90' Kevin Aladesanmi | Árbitro(s): Yeison Vásquez          | Árbitro(s): Yeison Vásquez |

| 28 de octubre de 2018, 10:00 | Junior         | 1:2 (1:1) (4:3 p.) | Cortuluá                             | Sede Bombona N.º 1, Malambo |                         |
|                              | Aldair Paz 31' | Reporte            | 45' Juan Martínez · 75' Jhon Lascano | Árbitro(s): Juan Mestra     | Árbitro(s): Juan Mestra |

| 24 de octubre de 2018, 11:00 | Boyacá Chicó | 0:0 (0:0) | Atlético Nacional | Sede Isabelita Pimentel, Soraca |                              |
|                              |              | Reporte   |                   | Árbitro(s): Sebastián Rivera    | Árbitro(s): Sebastián Rivera |

| 28 de octubre de 2018, 09:00 | Atlético Nacional | 1:0 (0:0) | Boyacá Chicó | Sede Deportiva, Guarne   |                          |
|                              | David Perez 55'   | Reporte   |              | Árbitro(s): Edison Cañón | Árbitro(s): Edison Cañón |

| 24 de octubre de 2018, 12:00 | Alianza Llanos                   | 2:2 (1:1) | Deportivo Cali                       | Estadio Manuel Calle Lombana, Villavicencio |                           |
|                              | Juan García 39' · Luis Sorza 78' | Reporte   | 31' Joan Ramírez · 67' Fabio Giraldo | Árbitro(s): Edinson Gómez                   | Árbitro(s): Edinson Gómez |

| 28 de octubre de 2018, 11:00 | Deportivo Cali  | 1:0 (0:0) | Alianza Llanos | Sede Campestre Deportiva, Cali |                           |
|                              | Stiven Rentería | Reporte   |                | Árbitro(s): Rafid Ortegon      | Árbitro(s): Rafid Ortegon |

| 24 de octubre de 2018, 12:00 | Independiente Medellín | 0:0 (0:0) | Once Caldas | Cancha Marte N.º 1, Medellín |                           |
|                              |                        | Reporte   |             | Árbitro(s): Carlos Osorio    | Árbitro(s): Carlos Osorio |

| 28 de octubre de 2018, 14:00 | Once Caldas | 1:3     | Independiente Medellín                 | Complejo Deportivo Villa Diana, Villamaría |                            |
|                              | Autogol     | Reporte | Nicolas Martínez>/br> Andrés Rodríguez | Árbitro(s): Luis Rodríguez                 | Árbitro(s): Luis Rodríguez |

## Cuartos de final
Se disputó del 3 al 10 de noviembre de 2018.

### Reclasificación segunda fase
Los ocho (8) equipos que resulten clasificados de la II FASE, jugarán la III FASE, para lo cual se conformarán cauatro (4) llaves de dos (2) equipos cada una, se enfrentarán en un ordenamiento de acuerdo a la tabla de reclasificación de la II FASE de modo que el mejor clasificado de la fase disputará la llave frente al clasificado con menor puntaje.
|  | Cierra la serie como local.     |
|  | Cierra la serie como visitante. |

| Pos | Equipos                | Pts | PJ | G  | E  | P | GF | GC | DIF |
| --- | ---------------------- | --- | -- | -- | -- | - | -- | -- | --- |
| 1.  | Deportes Tolima        | 73  | 30 | 23 | 4  | 3 | 92 | 28 | 64  |
| 2.  | Deportivo Cali         | 65  | 30 | 19 | 8  | 3 | 80 | 30 | 50  |
| 3.  | Junior                 | 65  | 30 | 20 | 5  | 5 | 63 | 19 | 44  |
| 4.  | Cúcuta Deportivo       | 65  | 30 | 20 | 5  | 5 | 67 | 27 | 40  |
| 5.  | Atlético Nacional      | 62  | 30 | 18 | 8  | 4 | 45 | 14 | 31  |
| 6.  | Rionegro Águilas       | 58  | 30 | 16 | 10 | 4 | 55 | 35 | 20  |
| 7.  | Independiente Medellín | 57  | 30 | 17 | 6  | 7 | 47 | 20 | 27  |
| 8.  | Millonarios            | 56  | 30 | 15 | 11 | 4 | 55 | 24 | 31  |

| 3 de noviembre de 2018, 16:00 | Rionegro Águilas            | 3:3 (1:1) | Deportes Tolima                                  | El Porvenir, Rionegro    |                          |
|                               | Juan López 2' 85' · Autogol | Reporte   | 15' Yeisson Mosquera · 73' 90' Jaminton Campaz · | Árbitro(s): Simon Ibarra | Árbitro(s): Simon Ibarra |

| 10 de noviembre de 2018, 11:00 | Deportes Tolima             | 3:1 (0:0) | Rionegro Águilas | Sede Deportiva, Ibagué    |                           |
|                                | Jaminton Campaz 67' 70' 82' | Reporte   | 78' Juan López   | Árbitro(s): Jorge Jiménez | Árbitro(s): Jorge Jiménez |

| 3 de noviembre de 2018, 12:00 | Millonarios     | 1:0 (0:0) | Cúcuta Deportivo | Xcoli, Bogotá          |                        |
|                               | Luis Torres 60' | Reporte   |                  | Árbitro(s): Elías Daza | Árbitro(s): Elías Daza |

| 10 de noviembre de 2018, 12:00 | Cúcuta Deportivo         | 2:0     | Millonarios | Polideportivo de Chapinero, Cúcuta |                         |
|                                | Juan Marin 71' · Autogol | Reporte |             | Árbitro(s): Julián Niño            | Árbitro(s): Julián Niño |

| 3 de noviembre de 2018, 09:00 | Atlético Nacional                       | 2:0 (1:0) | Junior | Sede Deportiva, Guarne     |                            |
|                               | Brayan Córdoba 35' · Hayen Palacios 90' | Reporte   |        | Árbitro(s): Sebastián Toro | Árbitro(s): Sebastián Toro |

| 10 de noviembre de 2018, 09:00 | Junior                      | 2:1 (1:1) | Atlético Nacional  | Sede Bombona, Malambo        |                              |
|                                | Osneider Polo 12' · Autogol | Reporte   | 28' Hayen Palacios | Árbitro(s): Rafael Manjarres | Árbitro(s): Rafael Manjarres |

| 3 de noviembre de 2018, 12:00 | Independiente Medellín | 1:1 | Deportivo Cali | Cancha La Marte, Medellín |                           |
|                               | Brayan Carabali        |     | Kevin Moreno   | Árbitro(s): Andrés Loaiza | Árbitro(s): Andrés Loaiza |

| 10 de noviembre de 2018, 11:00 | Deportivo Cali              | 2:2 (1:3 p.) | Independiente Medellín              | Sede Deportiva, Cali          |                               |
|                                | Julian Zea · Deiber Caicedo |              | Andrés Rodríguez · Nicolás Martínez | Árbitro(s): Johnnathan Zúñiga | Árbitro(s): Johnnathan Zúñiga |

## Semifinales
Se disputó del 3 al 19 de noviembre de 2018.

### Reclasificación tercera fase
Los cuatro (4) equipos que resulten clasificados de la III FASE, jugarán la Semifinal para lo cual se conformarán dos (2) llaves de dos (2) equipos cada una, se enfrentarán en un ordenamiento de acuerdo a la tabla de reclasificación de la III FASE de modo que el mejor clasificado de la fase disputará la llave frente al clasificado con menor puntaje.
|  | Cierra la serie como local.     |
|  | Cierra la serie como visitante. |

| Pos | Equipos                | Pts | PJ | G  | E | P | GF | GC | DIF |
| --- | ---------------------- | --- | -- | -- | - | - | -- | -- | --- |
| 1.  | Deportes Tolima        | 77  | 32 | 24 | 5 | 3 | 98 | 32 | 66  |
| 2.  | Atlético Nacional      | 68  | 32 | 19 | 8 | 5 | 48 | 16 | 32  |
| 3.  | Cúcuta Deportivo       | 68  | 32 | 21 | 5 | 6 | 69 | 28 | 41  |
| 4.  | Independiente Medellín | 59  | 32 | 17 | 8 | 7 | 50 | 23 | 27  |

| 15 de noviembre de 2018, 12:00 | Cúcuta Deportivo   | 1:2 (0:1) | Deportes Tolima         | Polideportivo Chapinero, Cúcuta |                             |
|                                | Jefferon Ramos 49' | Reporte   | 43' 56' Yeison Mosquera | Árbitro(s): Brayan Martínez     | Árbitro(s): Brayan Martínez |

| 19 de noviembre de 2018, 09:00 | Deportes Tolima | 0:4 (0:1) | Cúcuta Deportivo | Sede Deportiva, Ibagué       |  |
|                                |                 |           |                  | Árbitro(s): Sebastián Rivera |  |

| 15 de noviembre de 2018, 10:00 | Independiente Medellín | 1:1 (0:0) | Atlético Nacional | Estadio Atanasio Girardot, Medellín |                         |
|                                | Anotado                | Reporte   | Ewil Murillo      | Árbitro(s): Ferney Ossa             | Árbitro(s): Ferney Ossa |

| 18 de noviembre de 2018, 12:00 | Atlético Nacional | 2:0 (1:0) | Independiente Medellín | Estadio Atanasio Girardot, Medellín |  |
|                                |                   |           |                        | Árbitro(s): Juan Yali               |  |

## Finales
Se disputó del 24 de noviembre al 2 de diciembre de 2018.

### Reclasificación cuarta fase
Los dos (2) equipos que resulten clasificados de la IV FASE, jugarán la final para lo cual se definió la localía de acuerdo a la tabla de reclasificación de la IV FASE.
|  | Cierra la serie como local.     |
|  | Cierra la serie como visitante. |

| Pos | Equipos           | Pts | PJ | G  | E | P | GF | GC | DIF |
| --- | ----------------- | --- | -- | -- | - | - | -- | -- | --- |
| 1.  | Atlético Nacional | 72  | 34 | 20 | 9 | 5 | 51 | 17 | 34  |
| 2.  | Cúcuta Deportivo  | 71  | 34 | 22 | 5 | 7 | 74 | 30 | 44  |

| 25 de noviembre de 2018 | Atlético Nacional | 1:0 (1:0) | Cúcuta Deportivo | Estadio Atanasio Girardot, Medellín |                              |
| 13:00                   | Andrés Peréz 35'  | Reporte   |                  | Árbitro(s): Rafael Manjarres        | Árbitro(s): Rafael Manjarres |

| 1 de diciembre de 2018 | Cúcuta Deportivo | 2:1 (1:0) (3-5 p.) | Atlético Nacional | Estadio Gran Colombiano, Villa del Rosario |                           |
| 13:00                  | 30' · 64'        |                    | 62' Andrés Peréz  | Árbitro(s): Carlos Osorio                  | Árbitro(s): Carlos Osorio |

|                                      |
| Bandera de Colombia                  |
| Campeón Atlético Nacional 2.º título |

## Estadísticas

### Goleadores
Estos son los principales anotadores del torneo en los diferentes grupos de la primera fase.
| Jugador           | Equipo           | Goles |
| ----------------- | ---------------- | ----- |
| Michell Ramos     | Cúcuta Deportivo | 30    |
| Cristian Barrios  | Patriotas        | 24    |
| Misael Martínez   | Valledupar F. C. | 24    |
| Jaminton Campaz   | Deportes Tolima  | 24    |
| Ménder García     | Once Caldas      | 22    |
| Luis Yoel Noriega | Cyclones Cali    | 21    |

### Descenso
Los últimos 10 equipos que participan en el torneo descienden al Sub 20 Categoría B. Sin embargo solo descendieron 8 debido a que los otros dos equipos son afiliados a Dimayor.
|  | Mantiene la categoría Sub20-A. |
|  | Desciende al torneo Sub20-B.   |

| Pos | Equipos              | Pts | PJ | G | E | P  | GF | GC | DIF |
| --- | -------------------- | --- | -- | - | - | -- | -- | -- | --- |
| 51. | Deportivo Pereira    | 21  | 28 | 6 | 3 | 19 | 32 | 59 | -27 |
| 52. | River Soccer         | 21  | 28 | 6 | 3 | 19 | 34 | 72 | -38 |
| 53. | Real San Jorge       | 20  | 28 | 4 | 8 | 16 | 24 | 45 | -21 |
| 54. | Unión Delta          | 20  | 28 | 5 | 6 | 17 | 38 | 74 | -36 |
| 55. | Banfield             | 19  | 28 | 5 | 4 | 19 | 32 | 69 | -37 |
| 56. | La Cantera           | 17  | 28 | 4 | 5 | 20 | 14 | 35 | -21 |
| 57. | Talento Boyacense    | 15  | 28 | 4 | 3 | 21 | 24 | 92 | -68 |
| 58. | Bogotá F. C.         | 14  | 28 | 3 | 5 | 20 | 26 | 69 | -43 |
| 59. | Juventud El Cortijo  | 14  | 28 | 3 | 5 | 19 | 25 | 75 | -50 |
| 60. | Amigos de El Espinal | 14  | 28 | 3 | 5 | 20 | 24 | 92 | -68 |